# Mara (roman)
Mara este un roman social scris de Ioan Slavici și publicat pentru prima oară sub formă de foileton în perioada ianuarie–decembrie 1894 în revista bucureșteană Vatra și în volum în 1906 de către Editura Institutului de Arte Grafice „Luceafărul” din Budapesta. Autorul a devenit cunoscut în literatura română mai ales ca nuvelist, iar Mara este romanul său de debut publicat după aproape 20 de ani de carieră literară. În acest roman autorul adâncește problematica socială pe care o tratase anterior în nuvelele sale.
Romanul prezintă eforturile precupeței văduve Mara de a asigura o existență îndestulată copiilor ei, Persida și Trică, și trecerea acestora de la copilărie la maturitate. Fire activă și întreprinzătoare, Mara se îmbogățește tot mai mult, în timp ce copiii ei se confruntă cu conflicte puternice: Persida se îndrăgostește de Națl Hubăr, fiul unui măcelar neamț, și se căsătorește în taină cu el în ciuda prejudecăților etnice și religioase ale societății timpului, iar Trică se înrolează voluntar în armata imperială austriacă, refuzând să fie răscumpărat de la oaste de meșterul cojocar pentru care lucra.
Acțiunea se desfășoară în perioada absolutismului austriac de după Revoluția de la 1848, mai precis în perioada 1850–1860, în câteva localități românești de pe valea Mureșului (aflate în acea perioadă pe teritoriul Imperiului Austriac), depășind rar limitele acestei zone geografice. Scriitorul realizează aici o vastă frescă socială a unui târg românesc din împrejurimile Aradului de la mijlocul secolului al XIX-lea, creând portrete vii și scoțând în evidență realități și moravuri specifice societății ardelene ale acelei epoci.
Deși apariția romanului a trecut aproape neobservată, el a fost elogiat de istoricul Nicolae Iorga în 1906, după publicarea sa în volum, apoi redescoperit în 1937 de criticul George Călinescu, ajungând să dobândească în timp o glorie care amenință să umbrească nuvelistica lui Slavici. În opinia majorității criticilor literari romanul Mara reprezintă o treaptă intermediară în evoluția romanului românesc între Ciocoii vechi și noi (1862) de Nicolae Filimon și Ion (1920) de Liviu Rebreanu, fiind o operă de referință a literaturii române.
Romanul a fost ecranizat în filmul Dincolo de pod, regizat de Mircea Veroiu după un scenariu propriu, având-o pe Leopoldina Bălănuță în rolul principal. Premiera oficială a filmului a avut loc în februarie 1976.

## Rezumat

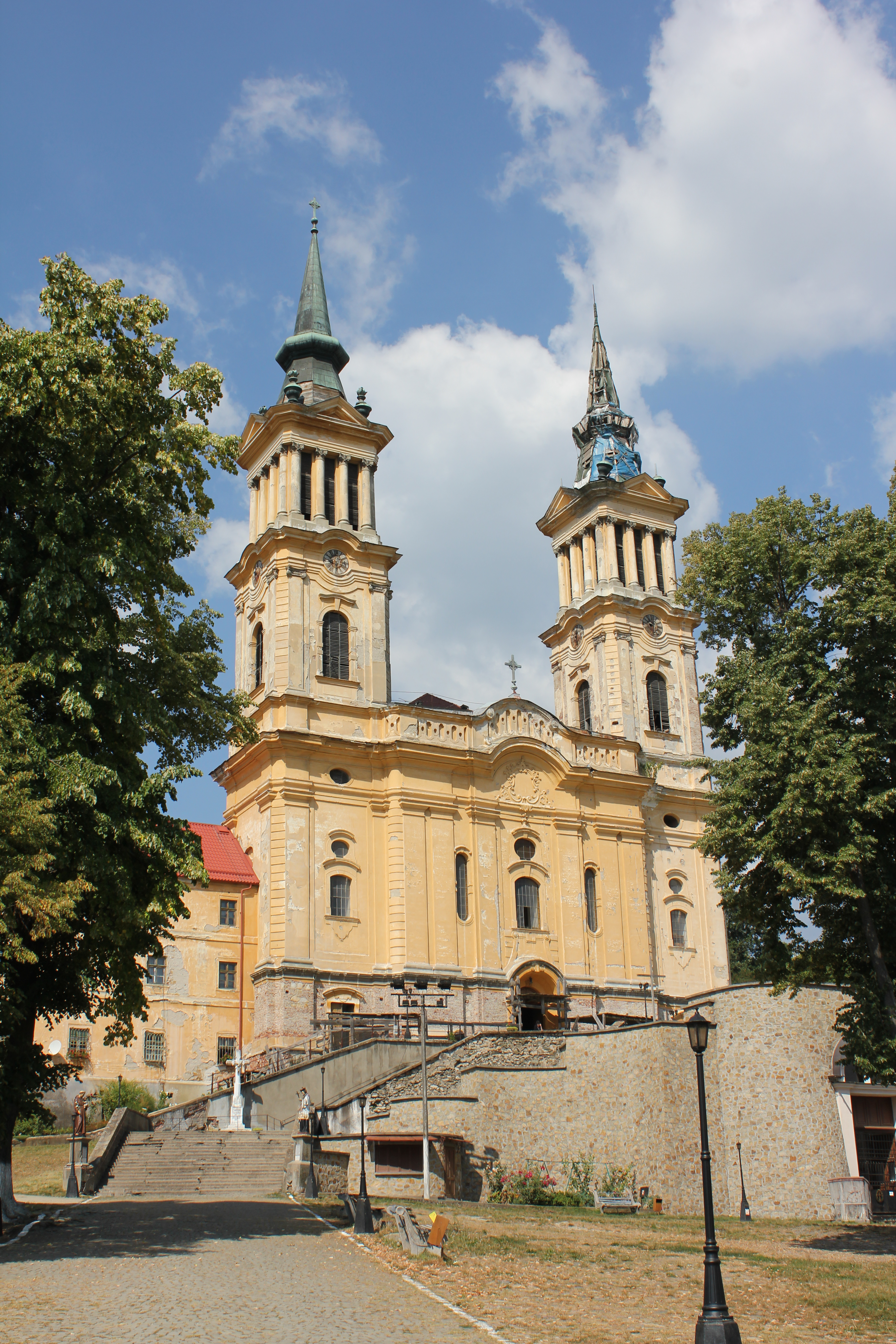
Basilica „Sf. Maria” din Radna (începutul sec. al XVIII-lea) este menționată în roman.

În perioada absolutismului austriac de după Revoluția de la 1848, precupeața Mara Bârzovanu, văduva unui cizmar sărac din satul Radna de pe valea Mureșului, muncește din greu pentru a strânge bani care să-i permită să ducă o viață tihnită și să le asigure un viitor celor doi copii pe care-i are: Persida și Trică. Pentru a-și suplimenta veniturile, ea arendează podul de plute peste Mureș care făcea legătura între satul Radna și orașul Lipova, percepând o taxă pentru trecerea oamenilor și carelor. Astfel, agonisind suma necesară de bani, Mara o dă pe Persida la studii la mănăstirea călugărițelor minorite din Lipova, iar pe Trică îl trimite să învețe meserie la meșterul cojocar sârb Steva Claici din Arad. Timpul trece, iar Mara, a cărei avere sporește de la o zi la alta, începe să împrumute bani cu camătă, în asociere cu măcelarul german Anton Hubăr, economul orășenesc de la Lipova.
Într-o zi de primăvară, înainte de Paști, Persida, devenită acum o domnișoară de o frumusețe rară, atrage privirile lui Ignatius (Națl) Hubăr, fiul măcelarului, iar cei doi tineri se îndrăgostesc unul de altul. Părinții lor nu sunt însă de acord cu căsătoria tinerilor din cauza prejudecăților cu privire la naționalitate, religie și stare socială: Mara, care strânsese o zestre mare pentru Persida, vrea să o mărite cu un teolog și nu cu un măcelar neamț, în timp ce bătrânul Hubăr nu vrea să-și vadă fiul însurat cu fiica unei precupețe. Cei doi tineri se zbuciumă profund din cauza reprimării sentimentelor. Pentru a-i separa, Hubăr își trimite fiul în cei doi ani de călătorie care, după rânduiala breslelor, îi erau necesari unei calfe pentru a intra în rândul meșterilor, iar Mara își trimite fata la Arad. Întâlnirea întâmplătoare acolo a tinerilor îi ajută să-și înțeleagă sentimentele, iar apoi Națl își continuă călătoria și Persida se întoarce la mănăstire. În perioada următoare cei doi se întâlnesc ocazional pe ascuns, având o relație oscilantă.
Trece încă un an, timp în care Trică, devenit calfă, este angajat de meșterul cojocar Bocioacă din Lipova. Națl vine acasă după un an și jumătate de peregrinări, dar, în urma unui conflict cu tatăl său, pleacă iarăși pentru a-și încheia stagiul de pregătire. Relația între tată și fiu este tot mai tensionată, iar Hubăr îi reproșează fiului că l-a făcut de rușine pentru că în cei doi ani de călătorie a umblat mai mult hoinar decât a lucrat prin măcelării. Cu complicitatea lui Trică, cei doi tineri sunt cununați în secret, fără știrea părinților, de preotul ortodox Codreanu, apoi fug la Viena unde Națl închiriază, împreună cu alți doi tineri, o măcelărie în apropierea barierei de la Lerchenfeld.

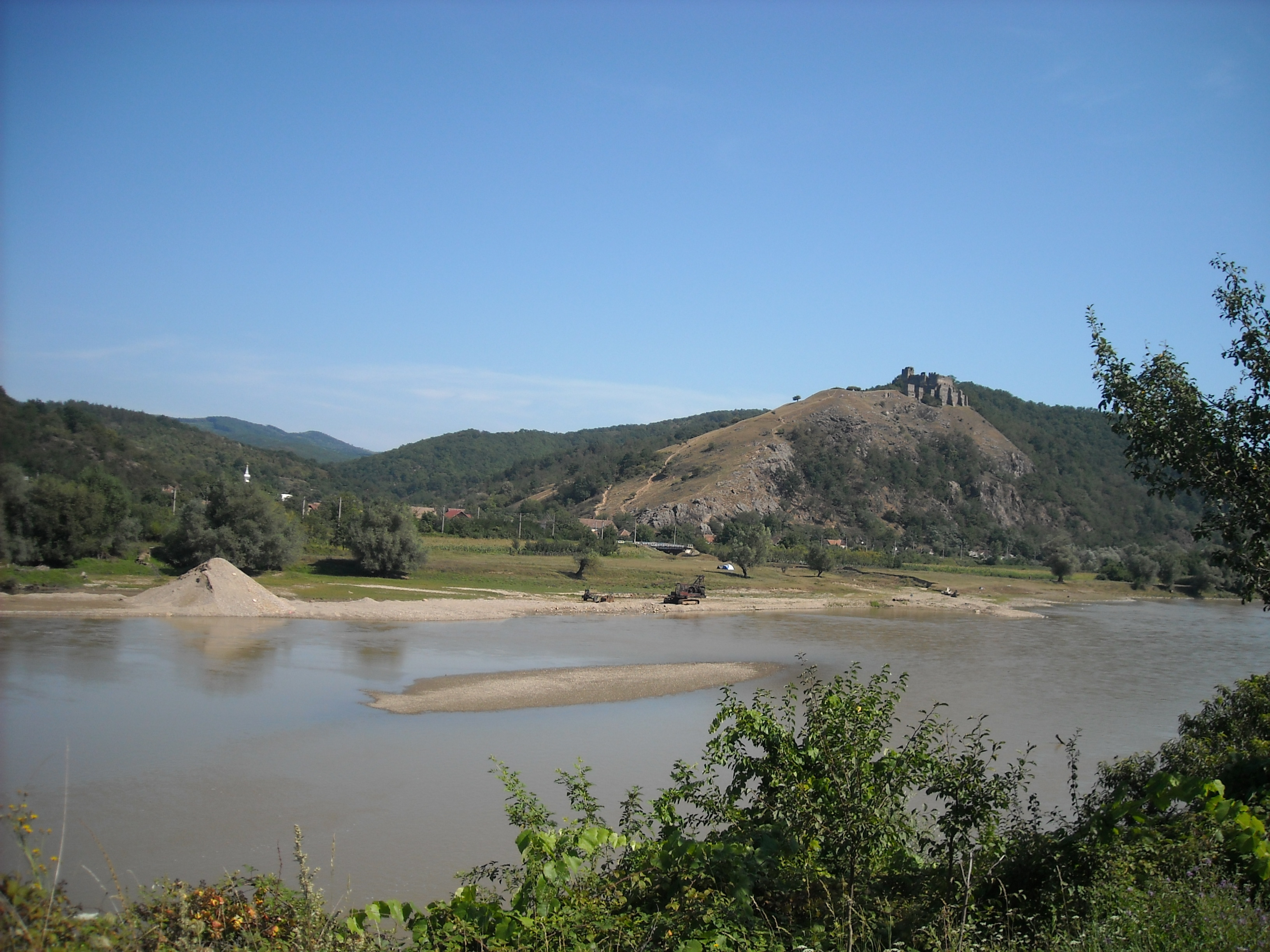
Valea Mureșului în apropiere de Lipova. În vârful dealului se află Cetatea Șoimoș.

Depărtarea de părinți și traiul într-un oraș străin îi face să se simtă nefericiți, așa că se întorc la Lipova unde Națl arendează birtul de la Sărărie, cu banii primiți de la mama lui. Căsnicia celebrată în taină nu este însă mult timp fericită, iar Națl, care nu mai poate îndura această situație, începe să se considere o victimă și se comportă brutal cu soția sa. Nevoită să se ocupe mai mult singură de birt, bătută și ignorată de soț, Persida pierde prima sarcină. După un timp în care domnește din nou liniștea în familie, Națl își reia vechile obiceiuri și își bate iarăși soția. Între timp, Trică este sedus de soția lui Bocioacă, dar, nedorind să se știe dator meșterului care-i plătise răscumpărarea de la oaste, se înrolează voluntar în armata austriacă.
Peste un an, Persida naște un băiat, iar acest eveniment produce o schimbare bruscă de atitudini: părinții își iartă copiii după ce află că aceștia sunt cununați. Doar bătrânul Hubăr mai este încă nemulțumit că nu i s-a cerut încuviințarea, dar botezarea copilului în religia catolică îl îmblânzește. Trică se întoarce acasă mult mai matur după ce fusese rănit la șold în Războiul Austro-Italian (1859), iar în Postul Paștelui atât el, cât și Națl sunt promovați la rangul de meșter, prin stăruința lui Bocioacă. Liniștea casnică nu durează însă, deoarece Hubăr este ucis într-o criză de nebunie de fiul său nelegitim, Bandi, tocmai când voia să-l recunoască și să-i facă un rost.

## Structură
Romanul Mara este împărțit în 21 de capitole numerotate cu cifre romane, fiecare având un titlu scurt și semnificativ.
- I. Sărăcuții mamei
- II. Maica Aegidia
- III. Furtuna cea mare
- IV. Primăvară
- V. Ani de tinerețe
- VI. Ispita
- VII. Zbuciumare
- VIII. Datoria
- IX. Inima, săraca
- X. Cine ce poate
- XI. Altă lume
- XII. Două porunci
- XIII. Datorii vechi
- XIV. Rostul lui Bandi
- XV. Isprăvile lui Trică
- XVI. Greul vieței
- XVII. Birtul de la sărărie
- XVIII. Blestemul casei
- XIX. Verboncul
- XX. Norocul casei
- XXI. Pace și liniște

În varianta publicată în foileton în revista Vatra titlurile capitolelor respectă ortografia vremii: „Sărăcuțiĭ mameĭ”, „Anĭ de tinerețe”, „Sbuciumare”, „Douĕ poruncĭ”, „Datoriĭ vechĭ”, „Rostul luĭ Bandi”, „Isprăvile luĭ Trică”, „Greul viețiĭ”, „Birtul de la Sărărie”, „Blestemul caseĭ” și „Norocul caseĭ”.
În plus, capitolul XV nu există, capitolul „Isprăvile lui Trică” este numerotat capitolul XVI, iar capitolele următoare sunt numerotate cu o cifră în plus până la capitolul XXII „Pace și liniște”. Această eroare de numerotare a fost perpetuată în toate edițiile apărute în timpul vieții lui Slavici, deși în edițiile publicate în 1913 și 1925 este menționat în sumar „Cap. XV. În cumpănă”, capitol ce nu se regăsește în textul efectiv al romanului, cum nu se regăsește nici în ediția princeps din 1906 care nu are nici măcar pagină de sumar. Cercetătorul literar Dimitrie Vatamaniuc a susținut că întâmplările relatate în capitolul XIV („Rostul lui Bandi”) ar permite dividerea acestuia în două capitole separate: „Rostul lui Bandi” și „În cumpănă”, dar, cu toate acestea, textele romanului apărute în timpul vieții autorului nu sunt împărțite astfel.

## Personaje
- Mara — văduva cizmarului Bârzovanu, precupeață și podăriță din Radna.[1] Este harnică și ambițioasă și se zbate să asigure copiilor ei un trai îndestulat, încercând în același timp să le conducă viața potrivit propriilor ei dorințe.[4][5][44] Comportamentul ei se bazează pe un calcul rece, care o transformă tot mai mult într-o persoană avară.[45]
- Persida — fiica Marei, a învățat la mănăstirea de călugărițe din Lipova.[46] Se îndrăgostește de Națl, fiul măcelarului Hubăr, cu care se căsătorește apoi în secret.[18][47] Reîntoarsă la Lipova, se ocupă de administrarea birtului de la Sărărie, consolându-se astfel pentru dezamăgirile dragostei.[48]
- Trică — fiul Marei, ucenic și apoi calfă la cojocarul sârb Steva Claici din Arad.[49] Este angajat calfă de meșterul Bocioacă și devine un om de încredere al acestuia.[27] Răscumpărat de la oaste de meșter, se înrolează voluntar pentru a nu-i rămâne dator și a nu fi atras de soția meșterului într-o relație imorală.[50]
- Anton Hubăr — măcelar originar din Viena.[23][51] A agonisit o avere în câțiva ani, mai ales în timpul Revoluției de la 1848, și a devenit economul orășenesc de la Lipova.[51] A sedus în tinerețe o femeie pe care apoi a abandonat-o, lăsând-o pe drumuri împreună cu copilul lor nelegitim.[18][51][52] Nu-și iubește meseria și preferă mai mult să petreacă la chefuri decât să aibă grijă de măcelărie.[51] Se dovedește intransigent față de relația fiului său cu Persida și refuză să-și dea consimțământul pentru căsătoria celor doi tineri.[52]
- Hubăroaie — soția lui Hubăr, șvăboaică de la Buda.[53] Îngrijește de măcelărie mai mult decât soțul ei, care își pierde timpul cu funcționarii imperiali.[23][51] Se opune căsătoriei lui Națl cu Persida și încearcă să-i despartă pe cei doi tineri.[47]
- Ignatius (Națl) Hubăr — fiul măcelarului Hubăr, a urmat patru clase la gimnaziul din Timișoara.[22][53] Se îndrăgostește de Persida și se ceartă cu tatăl său, care nu aprobă această relație.[47] Cei doi tineri se căsătoresc în secret, dar despărțirea de familie îl determină pe Națl să se comporte brutal cu Persida pentru a o determina să-l părăsească.[18][47] Este un personaj pătimaș și impulsiv.[22]
- Pavel Codreanu — student la teologie, apoi preot ortodox, fiu de preot și nepot de protopop.[18] O întâlnește la Arad pe Persida, se îndrăgostește de ea și vrea să o ia în căsătorie, dar fata îl preferă pe Națl.[18] Mai târziu se căsătorește și devine preot, apoi îi cunună în taină pe Națl și Persida.[18]
- Bocioacă — starostele cojocarilor din Lipova.[54] Este un om mândru și intransigent, care nu admite încălcarea principiilor rigide ale breslei.[54]
- Marta — soția lui Bocioacă, fiica preotului de la Cladova.[45] Evită orice legătură cu Persida și o condamnă pentru relația ei cu Națl în numele bunului simț burghez.[27] În realitate, ea are o fire pătimașă și încearcă să-l atragă pe Trică într-o relație adulteră.[26][27]
- Maica Aegidia — econoama mănăstirii de călugărițe din Lipova.[19] Se ocupă de educarea Persidei pe care încearcă să o îndrume către o viață cinstită și curată.[20][21]
- Bandi — fiul nelegitim al măcelarului Hubăr[4][5] și al unguroaicei Reghina.[23] După moartea mamei sale pleacă de la mănăstire și trăiește răzleț din mila oamenilor, apoi se pripășește la casa Persidei.[55] Își ucide tatăl într-un acces de nebunie, tocmai când acesta voia să-l recunoască și să-l ajute să-și facă un rost.[4][5][56]
- Simeon Burdea — prieten din școală al lui Națl, student la Universitatea din Viena.[57][58] A fost timp de cinci ani coleg de bancă cu Națl la gimnaziul din Timișoara, apoi a locuit împreună cu el la Viena.[59]

## Scrierea și publicarea romanului

### Context

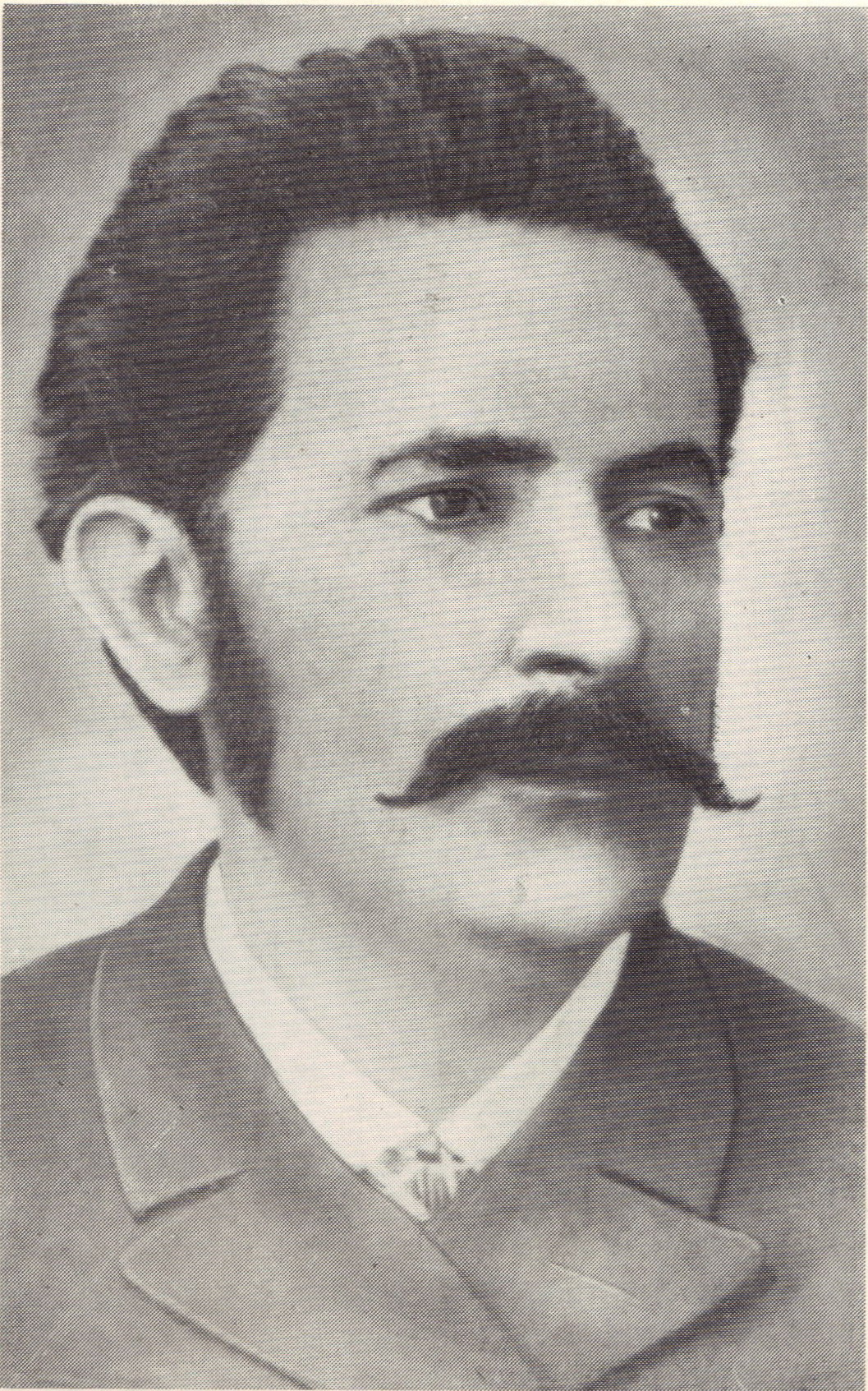
Ioan Slavici în anii apariției revistei Vatra, când a fost publicat romanul Mara.

Condamnat în 1888 la un an de închisoare și 100 de florini amendă pentru agitație împotriva statului austro-ungar, din cauza articolelor prin care apăra drepturile românilor ardeleni, scriitorul și jurnalistul Ioan Slavici, care era și secretar al Partidului Național Român, a fost deținut timp de un an (1888–1889) în regim semideschis în temnița de la Vác. După ce a ieșit din închisoare, s-a întors la Sibiu, dar a suferit din cauza persecuțiilor autorităților și a situației materiale precare, iar în martie 1890 s-a întors la București, unde mai locuise în perioada 1874–1884, și a lucrat acolo ca profesor și ziarist. A înființat pe 15 septembrie 1890, împreună cu ziaristul Ioan Russu-Șirianu (nepotul său), cu poetul și omul politic Ioan S. Nenițescu și cu alte personalități culturale, Liga pentru Unitatea Culturală a tuturor Românilor, care milita pentru întărirea unității naționale a tuturor românilor din România și Transilvania. Slavici a primit cetățenia română în 1892 și a înființat în 1893 ziarul Corespondența română din București, care a sprijinit mișcarea de eliberare națională a românilor din Transilvania.
Pe 1 ianuarie 1894, la inițiativa lui Ion Luca Caragiale, a fost înființată la București revista Vatra, care avea o apariție bilunară și era subintitulată „foaie ilustrată pentru familie”. Fondatorii revistei urmăreau ca Vatra să fie un corespondent literar al revistei politice Tribuna. Caragiale solicitase colaborarea lui Alexandru Vlahuță și Barbu Delavrancea, dare aceștia refuzară, așa că s-a adresat librarului Sfetea și poetului George Coșbuc, iar apoi, la 27 octombrie 1893, și lui Slavici, Revista a apărut regulat în primul an (1894), apoi discontinuu până în august 1896, fiind condusă de unii dintre cei mai mari scriitori români: I.L. Caragiale, Ioan Slavici și George Coșbuc. Apărută într-o atmosferă încordată în plan politic (frământările din Ardeal ulterioare prezentării Memorandumului) și social (frământările țărănești din Vechiul Regat de la sfârșitul secolului al XIX-lea), Vatra a înscris ideea promovării culturii și tradiției românești în programul său intitulat „Vorba de acasă”, scris de Slavici, dar semnat și de Caragiale și Coșbuc.
Observând îndepărtarea de tradiții a generației contemporane, propagarea deznaționalizării în societatea românească și avalanșa de literatură-marfă tipărită în mare parte „în pripă și fără nicĭ un control serios”, autorii programului afirmau că-și doreau să promoveze o literatură română pe gustul cititorilor contemporani: „Trebue să ne întoarcem, pe cât întoarcerea maĭ e cu putință, la vatra strămoșească, la obîrșia culturală a noastră. Așa cum în desvoltarea limbiĭ noastre numaĭ prin întoarcerea la graiul viĭu al poporuluĭ am putut să ajungem la stabilitate și la unitate, și în desvoltarea noastră culturală vom ajunge la statornicie și la unitate numaĭ dacă vom ținé în toate lucrările noastre seamă de gustul poporuluĭ, de felul luĭ de a vedé și de a simți, de firea luĭ, care e pretutindenea acea-șĭ”. Vatra continua programul revistei culturale ieșene Dacia literară, elaborat în 1840 de Mihail Kogălniceanu, și prefața, prin programul ei, revista literară bucureșteană Sămănătorul (1901–1910). Principiile revistei Vatra erau, de asemenea, asemănătoare cu cele ale ziarului Tribuna din Sibiu, pe care Slavici l-a condus în perioada 1884–1890.
Revista a fost redactată în principal de ardelenii Slavici și Coșbuc, deoarece colaborarea lui Caragiale a fost sporadică. În cei doi ani de existență revista a promovat o literatură realistă, în principal de inspirație rurală. Aportul publicistic al fondatorilor revistei a avut o importanță remarcabilă. Astfel, Slavici a publicat aici patru nuvele („Hanul ciorilor”, „Gogu și Gogușor”, „Ceas rău” și „Mitocanul”) inspirate din mediul mizer al mahalalei bucureștene și fără vigoarea nuvelelor de inspirație rurală și mai ales romanul Mara, în timp ce Coșbuc a publicat unele dintre cele mai importante poezii („Noi vrem pământ!”, „Iarna pe uliță”, „Mama”, „In opressores”, „Pașa Hassan” etc.).

### Scrierea romanului

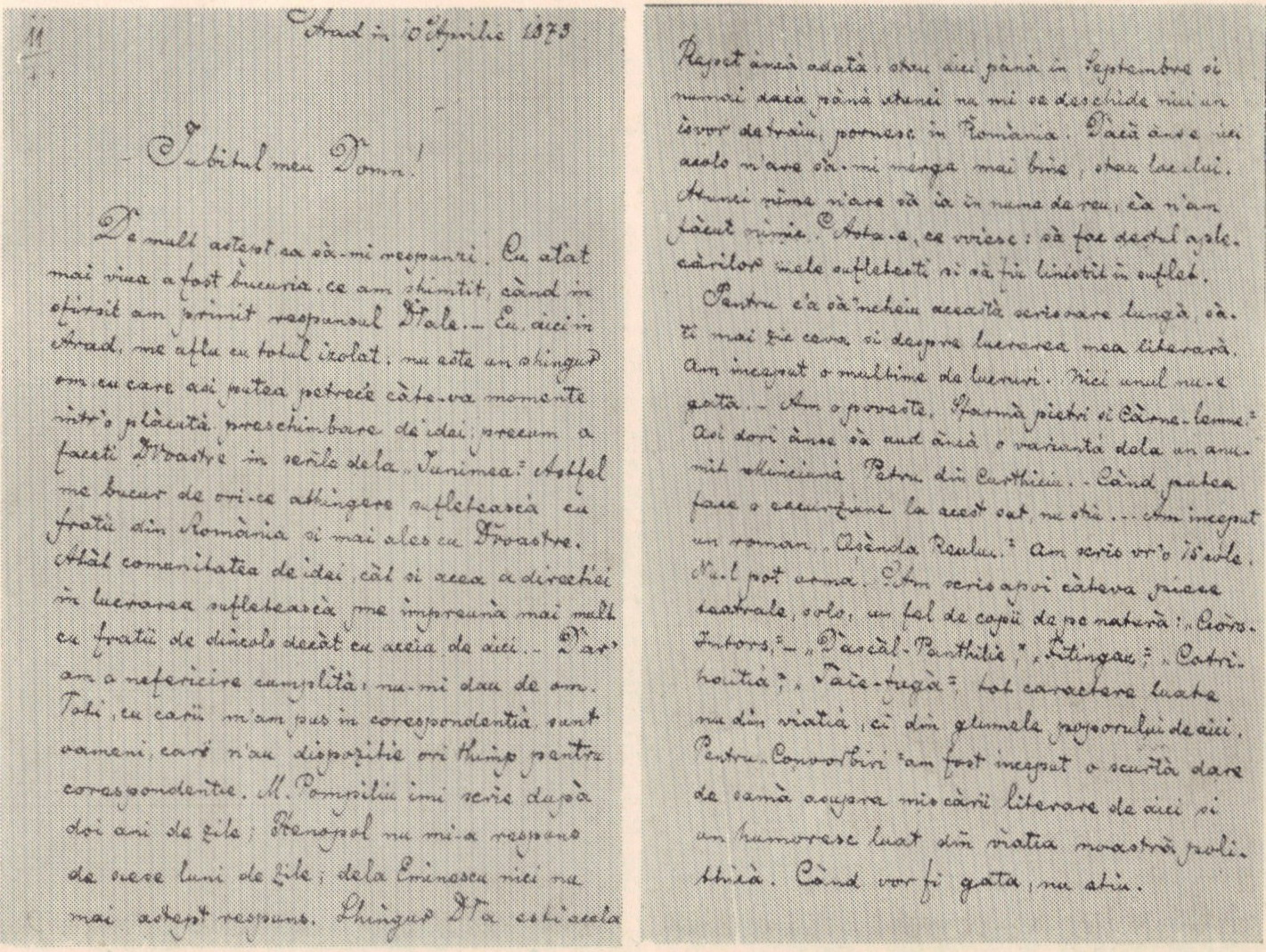
Pagini din scrisoarea lui Slavici către Iacob Negruzzi din 10 aprilie 1873, în care este menționată Osânda răului, prima încercare de roman a scriitorului.

În literatura română, Slavici a devenit cunoscut mai ales ca nuvelist, dar a fost atras de roman încă din perioada studenției la Universitatea din Viena, când, după cum îl anunța pe Iacob Negruzzi într-o scrisoare din 10 aprilie 1873, a scris 15 coli dintr-un roman cu tendință moralizatoare intitulat Osânda răului (1873). Biograful Pompiliu Marcea bănuia că Slavici a inclus cele 15 coli fie în nuvela „Moara cu noroc”, fie în romanul Mara (unde ar putea descrie destinul tragic al lui Hubăr). Într-o altă scrisoare din 15 septembrie 1874 Slavici îi mărturisea aceluiași Iacob Negruzzi că lucra la roman: „Totuși m-am hotărât să scriu un roman. Și lucrez cu tot sufletul. Ce roman, cel puțin astă-dată nu-ți pot spune. Este o lucrare, prin care mă descarc de niște gândiri, ce de vr'o patru ani mă nepăduesc. Ceva din poveste, ceva din «Dionis» al lui Eminescu, și ceva din statul ideal al lui Plato”. Intențiile sale nu au fost finalizate și au trecut două decenii până când Slavici a publicat primul său roman. Nuvelele lui Slavici, unele dintre care sunt mici romane precum „Moara cu noroc”, au pregătit însă evoluția scriitorului către specia epică cea mai extinsă.
În anul 1894, când Slavici debuta ca romancier cu Mara, romanul românesc avea o tradiție de aproape o jumătate de veac. După primele încercări de roman elaborate de Ion Ghica și Mihail Kogălniceanu în anii 1840, au apărut „romanul național” Manoil (1855) al lui Dimitrie Bolintineanu și romanele de mistere scrise în perioada 1861–1863 de C.D. Aricescu, George Baronzi și Ioan M. Bujoreanu, iar odată cu Ciocoii vechi și noi (1862–1863) al lui Nicolae Filimon și cu Ursita (1864) al lui B.P. Hasdeu romanul românesc a ajuns la vârsta maturității. Cu toate acestea, romanului românesc îi lipsea problematica socială și, cu excepția lui Dinu Păturică, nu avea personaje memorabile.

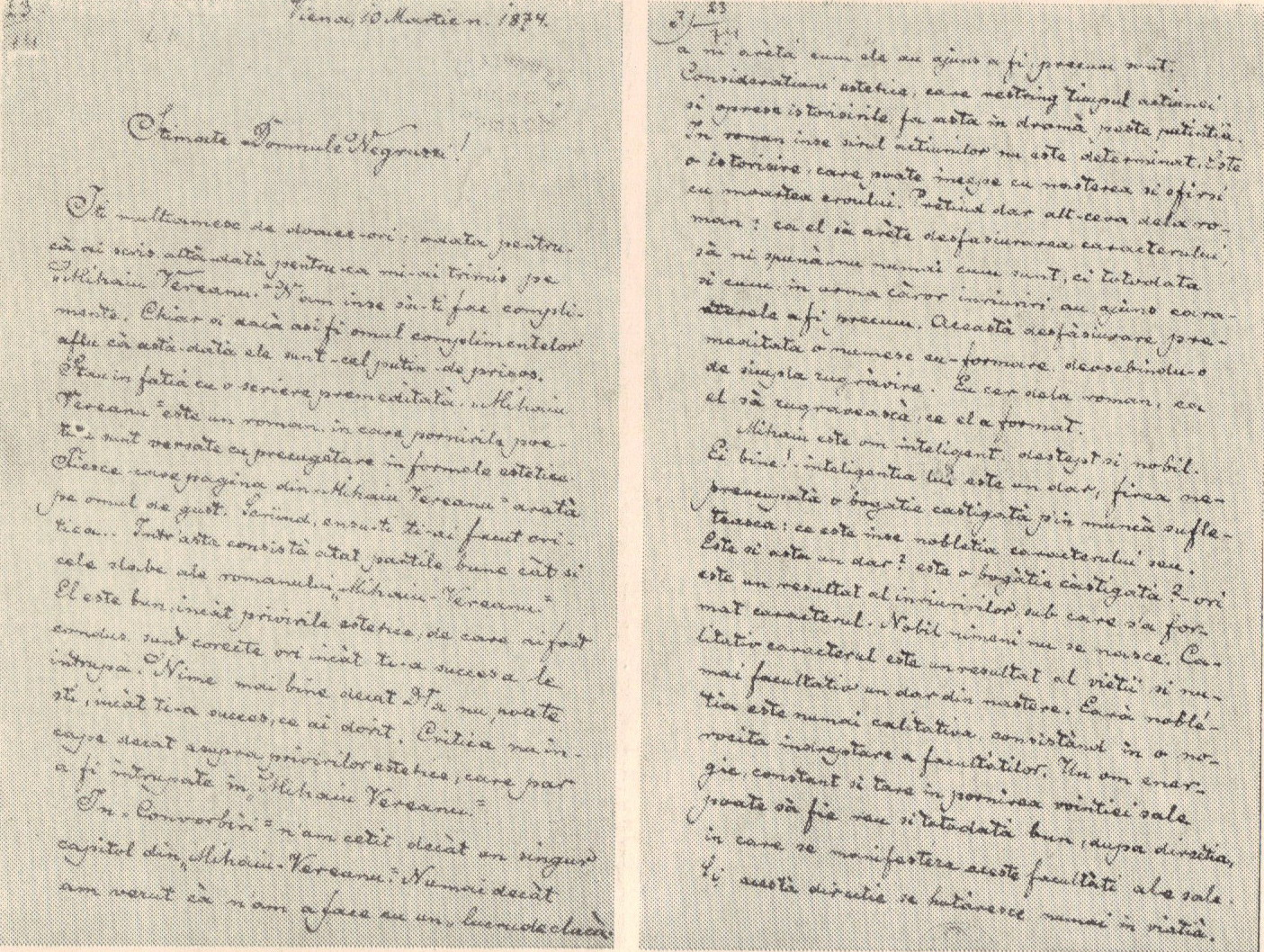
Pagini din scrisoarea lui Slavici către Iacob Negruzzi din 10 martie 1874, în care își expune opiniile asupra structurii romanului ca gen literar.

Această stare de fapt era cunoscută de Slavici care îi mărturisea lui Iacob Negruzzi într-o scrisoare din 10 martie 1874 următoarele: „Eroul unui roman este prea iubitor de resoane, prea laș ori prea puțin predominat de amor, când el stă tupilit lângă o cruce, pentru ca să aștepe mireasa. Unde este viforul afectelor? unde este tăria unei voințe purtate de pasiuni? Este erou acela, care 24 de ore să nehotărât și apoi leșină? Nu, eroii nici când nu leșină. Ei darmă munți, nebunesc, se ucid, dar nici când nu sunt capabili de leșin”.
În concepția scriitorului, romanul trebuia să înfățișeze o frescă socială, să conțină acțiuni paralele, desfășurate în mai multe episoade, și să aibă eroi puternici. Spre deosebire de dramă, în care caracterele personajelor erau deja formate, romanul trebuia să arate formarea și dezvoltarea caracterelor. Judecând creațiile literare cu severitate, Slavici considera că puține dintre ele puteau fi încadrate în specia romanului.
Romanul de debut al lui Slavici, intitulat Mara, a fost conceput inițial ca nuvelă, fiind amplificat ulterior, potrivit istoricului literar Dimitrie Vatamaniuc, până la dimensiunile unui roman. Primele cronici literare dedicate Marei îl categorisesc ca fiind o nuvelă, după cum se consemnează într-un articol publicat în 1/13 ianuarie 1894 în ziarul cernăuțean Gazeta Bucovinei: „I. Slavici face începutul unei novele intitulată «Mara». Mara e o văduvă cu doi copii, Persida și Trică, o văduvă ce-și dă toată silința să-și crească mititeii. Nu putem ghici ce dezvoltare va lua acțiunea acestei nuvele al cărei început este magistral scris”. Catalogarea Marei ca nuvelă arată convingerea autorului că opera sa literară nu va putea să fie o frescă socială așa cum își dorea. Opera literară a depășit însă intenția scriitorului, iar, ca urmare a lărgirii între timp a noțiunii de roman, Slavici și-a subintitulat creația „roman” cu ocazia primei publicări în volum în anul 1906.

### Publicarea romanului

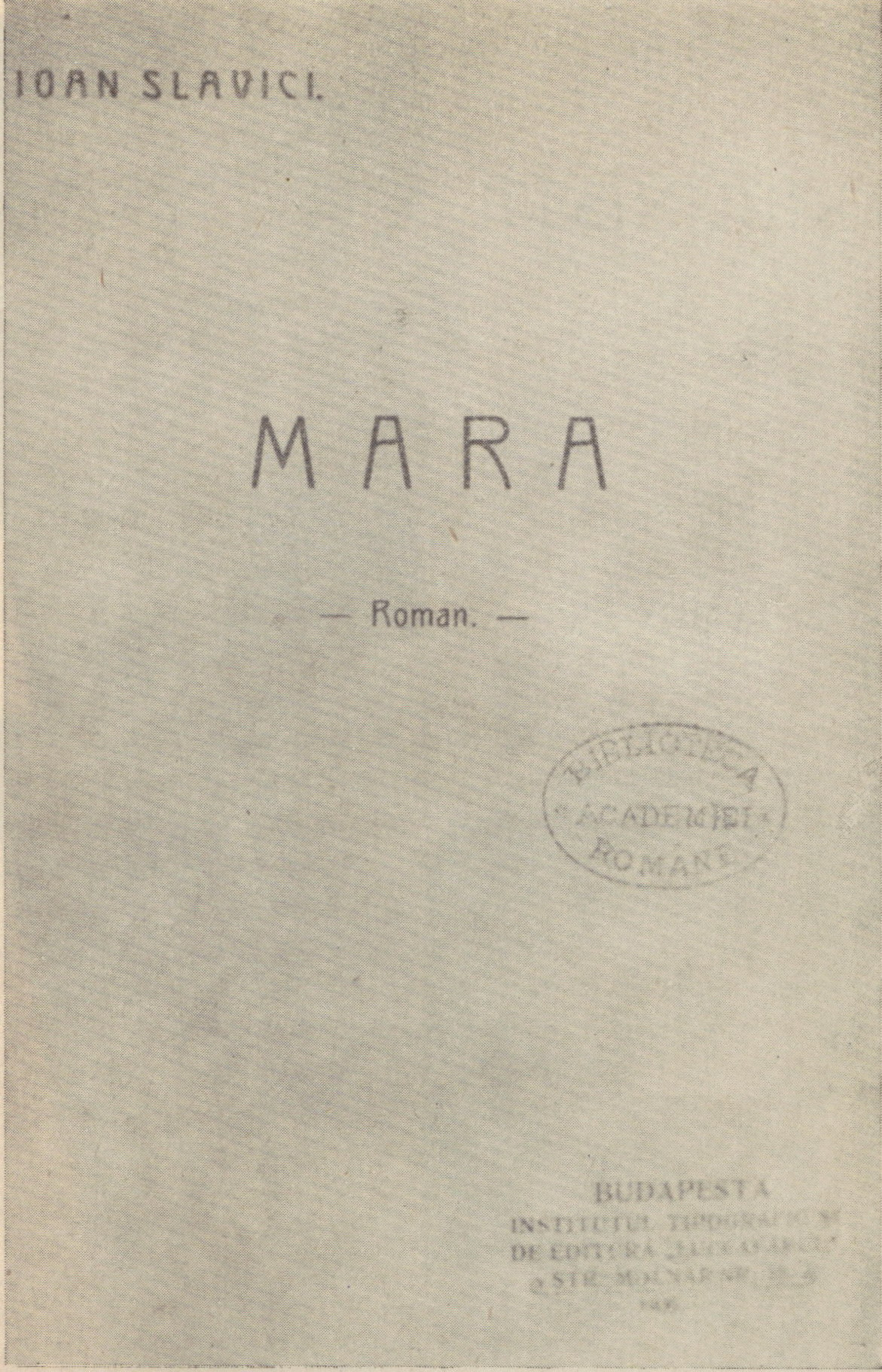
Pagina de titlu a ediției princeps a romanului Mara publicată la Budapesta în 1906.

Prima publicare a Marei a avut loc sub formă de foileton în perioada ianuarie – decembrie 1894 în revista literară bucureșteană Vatra, astfel: nr. 1/1894 (cap. I–II, pp. 10–11, 14–15), nr. 2/1894 (cap. II–III, pp. 43, 46–47), nr. 3/1894 (cap. IV, pp. 67, 70–71), nr. 4/1894 (cap. IV–V, pp. 107, 110–112), nr. 5/1894 (cap. V, pp. 135–136, 138–139), nr. 6/1894 (cap. VI, pp. 182–184, 186), nr. 7/1894 (cap. VII, pp. 203, 206–207), nr. 8/1894 (cap. VIII, pp. 239–240, 242), nr. 9/1894 (cap. IX, pp. 267, 270–271), nr. 10/1894 (cap. IX–X, pp. 304, 306–308, 310), nr. 11/1894 (cap. X, pp. 330–331, 334–336), nr. 12/1894 (cap. XI, pp. 368, 370–371, 374), nr. 13/1894 (cap. XII, pp. 402–403, 406–407), nr. 14/1894 (cap. XII–XIII, pp. 426–427, 434–435, 438), nr. 15/1894 (cap. XIII, pp. 462–466), nr. 16/1894 (cap. XIV, pp. 486–488, 490–491), nr. 17/1894 (cap. XVI, pp. 522–523, 526–528), nr. 18/1894 (cap. XVII, pp. 550–552, 554–555), nr. 19/1894 (cap. XVII, pp. 584, 586–587), nr. 20/1894 (cap. XVIII, pp. 614–616, 618–619), nr. 21/1894 (cap. XVIII–XIX, pp. 675–676, 678–679), nr. 22/1894 (cap. XIX–XX, pp. 702–703, 706–708, 710–711), nr. 23/1894 (cap. XX–XXI, pp. 727, 730–732, 734–735, 738–739) și nr. 24/1894 (cap. XXI–XXII, pp. 762–764, 766–768, 770–772). Pe coperta primului număr romanul lui Slavici era prezentat astfel: „Mara, Nuvelă de I. Slavici”. Publicarea Marei în revista Vatra a fost integrală, cu toate că unii istorici literari (inclusiv Nicolae Iorga) susțin eronat că prima publicare integrală a avut loc abia în 1906.
Prima publicare a romanului în volum a fost realizată în anul 1906 de către Editura Institutului de Arte Grafice „Luceafărul” din Budapesta, cartea (ce avea 388 de pagini) fiind scoasă la vânzare în Austro-Ungaria la prețul de 2 coroane și 50 de filléri sau, în România, de 3 lei plus 20 de bani porto (tarif pentru expedierea prin poștă). Anunțul publicării romanului a apărut în ediția din 15/28 mai 1906 a revistei Luceafărul din Budapesta. Contractul de editare a fost încheiat la 10 iunie 1906 și prevedea tipărirea a 1.200 de exemplare, urmând ca editura să-și acopere cheltuielile din vânzarea primelor 500 de exempare, autorul să primească 25 de exemplare în mod gratuit, 75 de exemplare să fie trimise ziarelor românești pentru realizarea de recenzii, iar profitul obținut din vânzarea ultimelor 600 de exemplare să fie împărțit astfel: 60% autorului și 40% editurii. Vânzarea cărților s-a desfășurat destul de greu, iar Octavian C. Tăslăuanu îl informa pe autor la 29 ianuarie 1907 că fuseseră vândute vreo 300 de exemplare, ceea ce-l făcea să spere că editura își va putea recupera în cele din urmă cheltuielile de tipărire. Cum numărul exemplarelor vândute era în continuare mic, Slavici a acceptat în martie 1908 să-și reducă pretențiile la 200 de coroane și 50 de exemplare gratuite.
Anterior, în februarie 1906, în timp ce romanul se afla sub tipar, un fragment intitulat „Sbuciumare” (capitolul al VII-lea al romanului) apăruse în revista Luceafărul din Budapesta (anul V, nr. 4, 15 februarie 1906, pp. 76–80). Cartea a fost publicată în România abia în anul 1913 de către Institutul de Arte Grafice și Editură «Minerva» din București, la un preț de 2 lei pe volum; volumul avea 331 de pagini. Pe parcursul vieții autorului romanul a mai fost retipărit în 1925 de Editura Cartea Românească din București, într-un volum de 329 de pagini, iar un fragment intitulat „În podgoria Aradului. Din «Mara»”, a fost reprodus în Adevărul literar și artistic, supliment al ziarului Adevărul din București (anul VI, nr. 247, 30 august 1925, p. 2).

Fragmente din roman apărute în cursul timpului în diferite publicații
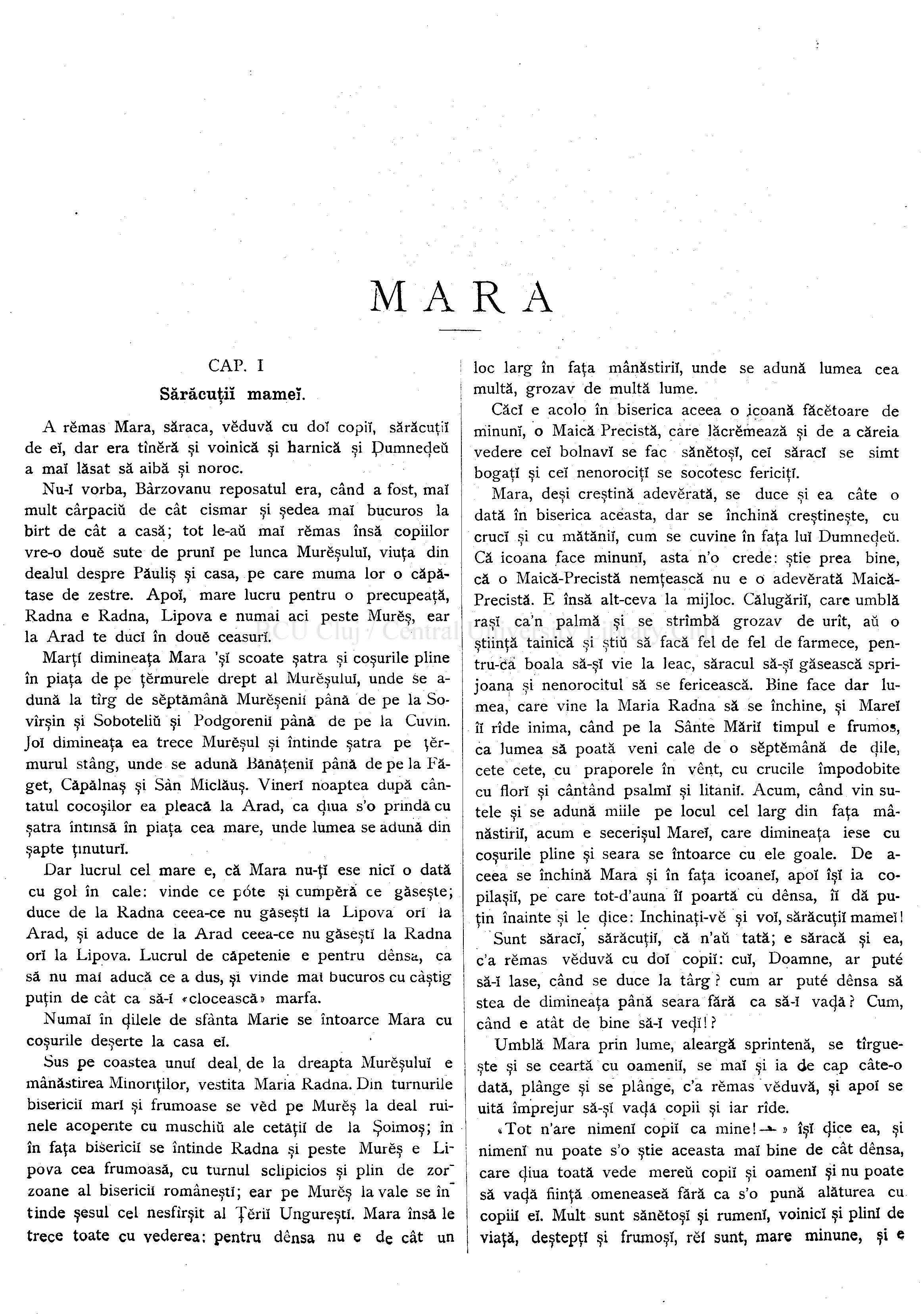
Prima pagină a romanului Mara publicată în nr. 1/1894 al revistei Vatra.
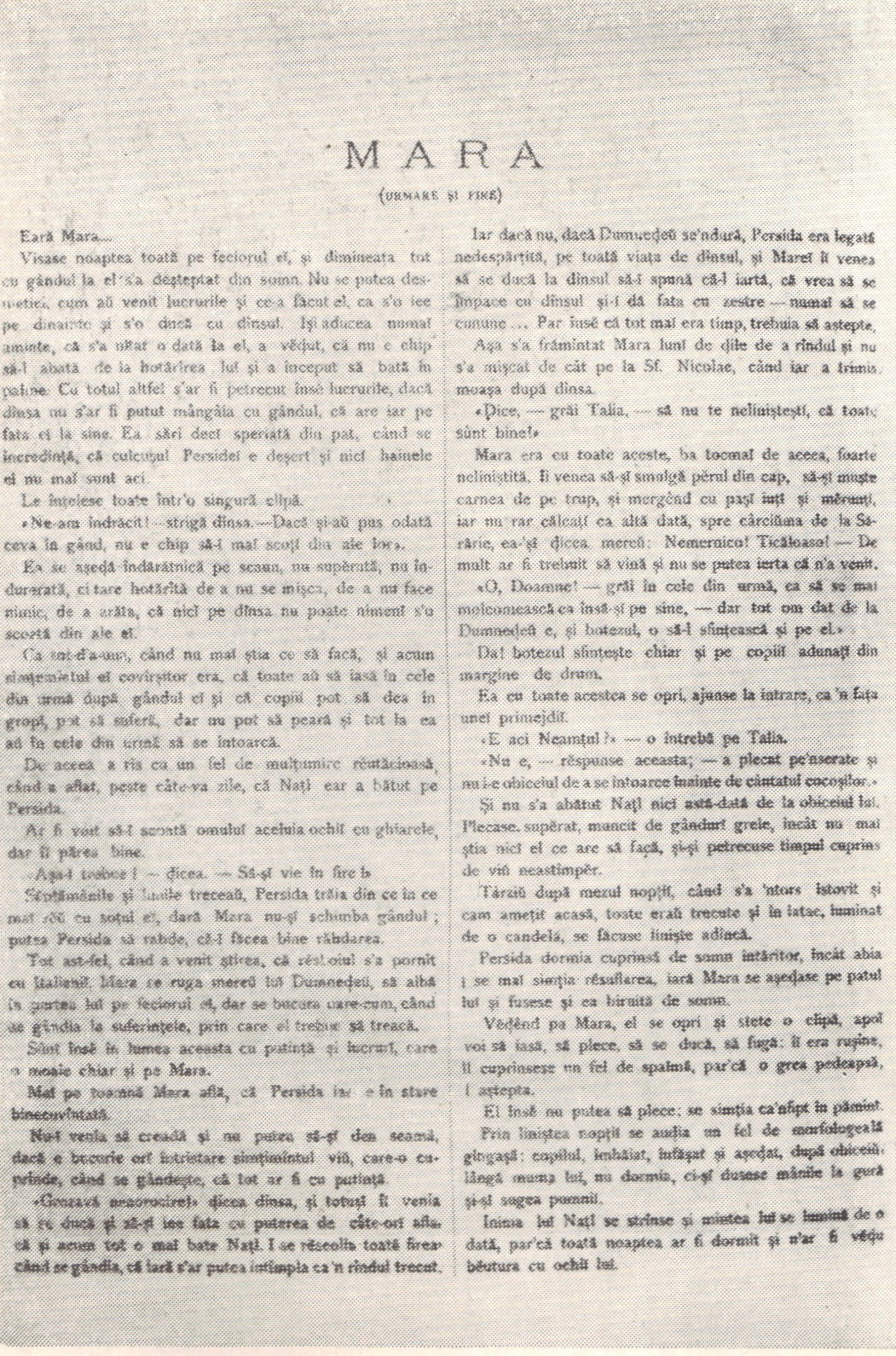
Partea finală a romanului Mara, publicată în revista Vatra (decembrie 1894).
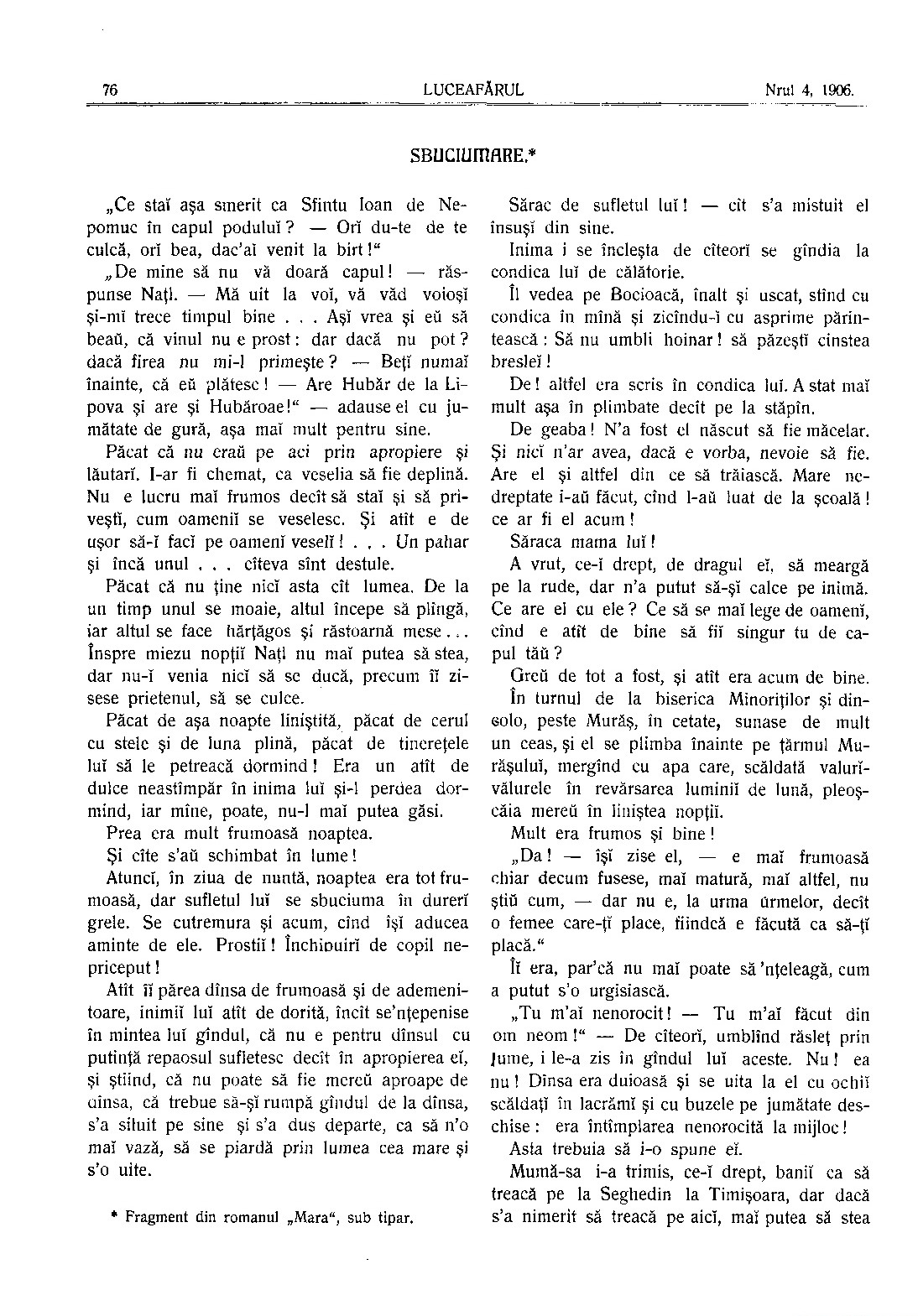
Fragmentul „Sbuciumare” apărut în revista Luceafărul din Budapesta (15 februarie 1906).
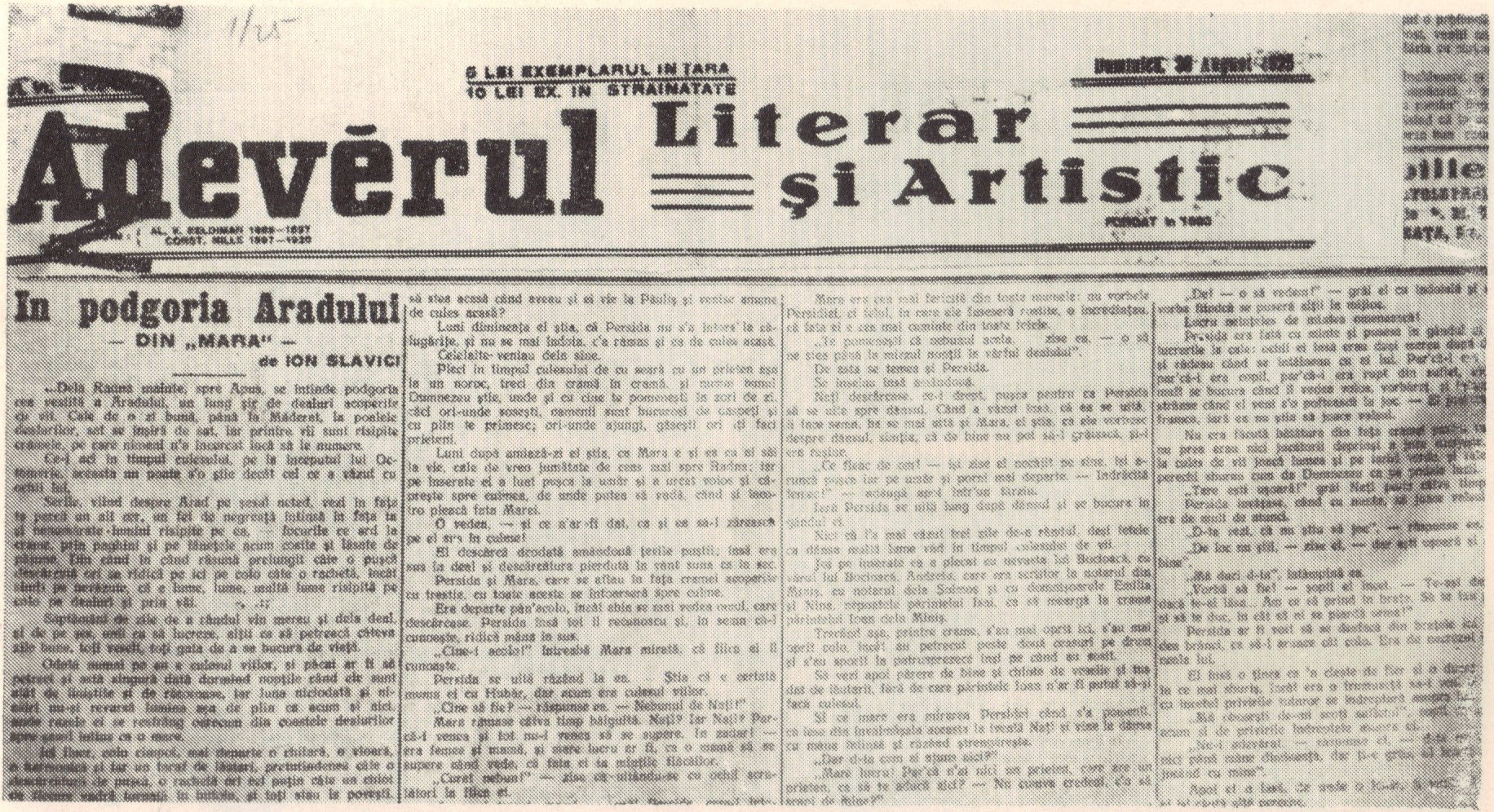
Fragmentul „În podgoria Aradului. Din «Mara»”, reprodus în Adevărul literar și artistic (30 august 1925).

### Minimalizarea și apoi redescoperirea romanului

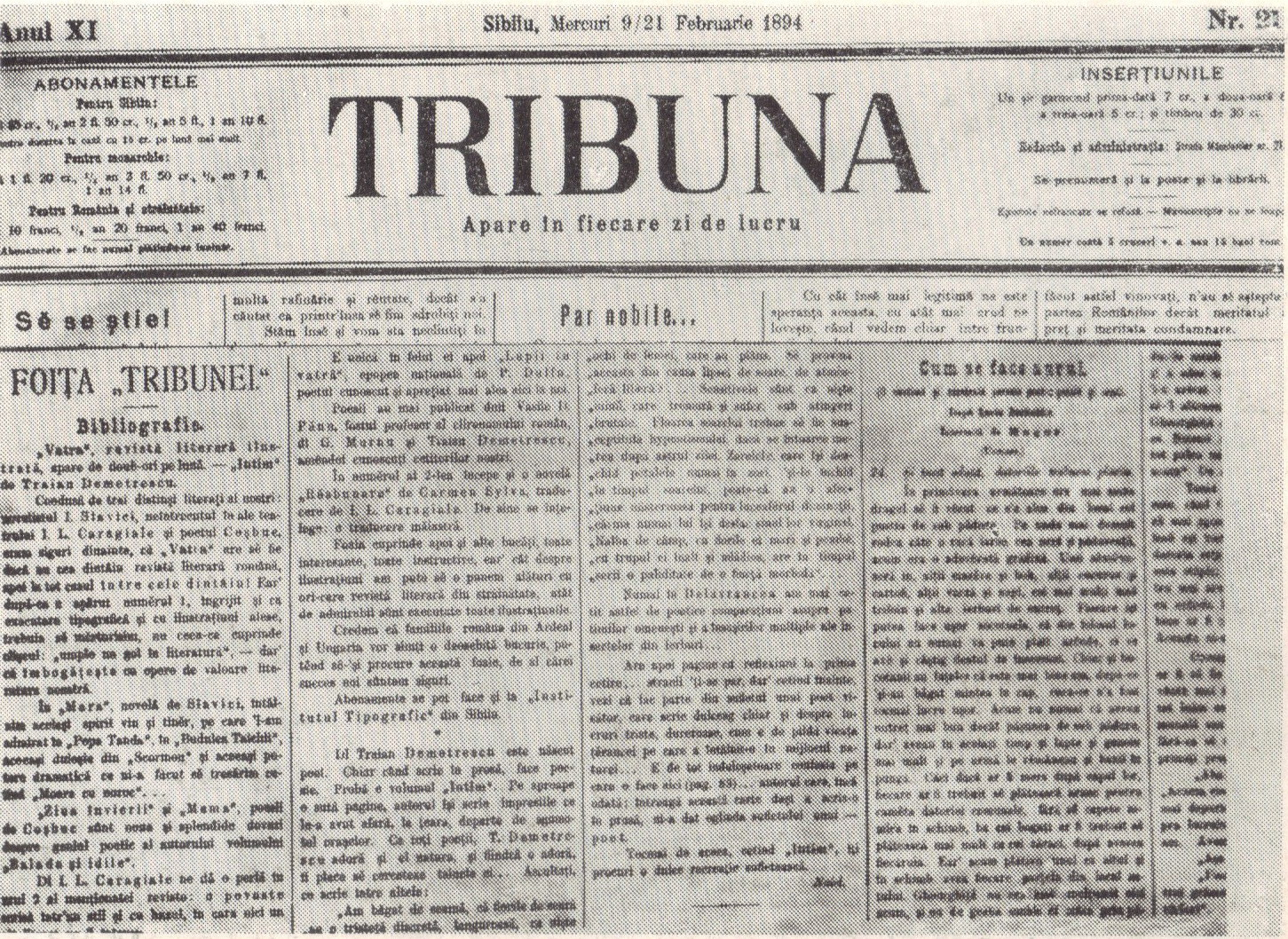
Pagină din ziarul Tribuna, în care se prezintă revista Vatra și se fac aprecieri asupra „novelei” Mara (nr. 21, 9/21 februarie 1894).

Apariția Marei nu a trezit mare ecou în România, unde mulți cititori au considerat că scrierea este neizbutită, dar a fost salutată de românii transilvăneni și bucovineni: Gazeta Bucovinei din Cernăuți (nr. 1, 1/13 ianuarie 1894) considera că romanul era „magistral scris”, în timp ce cronicarul ziarului Tribuna din Sibiu (nr. 21, 9/21 februarie 1894) scria că cititorii întâlnesc în această „novelă” „același spirit viu și tinĕr, pe care 'l-am admirat în «Popa Tanda», în «Budulea Taichii», aceeași duioșie din «Scormon» și aceeași putere dramatică ce ni-a făcut sĕ tresărim cetind «Moara cu noroc»”, pentru ca să revină asupra acestei „novele” câteva zile mai târziu (nr. 37, 27 februarie/11 martie 1894) când menționa că nuvela „se continuă”, își recunoștea neputința „de a o apreția după vrednicie, dar [...] e destul sĕ spun că «Mara» este eșită din pana măiastră a autorului «Novelelor din popor», neajunse și neîntrecute în felul lor, e destul sĕ spun că «Mara» este o a doua «Moară cu noroc»” și își exprima convingerea că „«Mara» dlui Slavici nu e și nu va fi cu nimic mai pe jos de magistrala novelă «Moara cu noroc»”. În plus, Slavici a fost salutat în Foaia populară din Sibiu – suplimentul literar al Tribunei – cu apelativul de „cel mai bun scriitor de novele poporale”. Spre deosebire, scriitorul Duiliu Zamfirescu a avut o reacție destul de severă într-o scrisoare din 17 ianuarie 1894 adresată lui Iacob Negruzzi: „Ieri am primit No. 1 din Vatra, revistă cu icoane. Pentru un număr de debut, e slăbuț: o proză ritmată de Coșbuc; o novelă dulceagă de Slavici și o anecdotă de Caragiale. Or ne-am făcut noi pretențioși, ori scriitorii populari ca Slavici și-au trăit traiul – faptul e că grozav îmi pare de mediocru!”.
Romanul a fost elogiat cu rezerve de istoricul Nicolae Iorga într-o recenzie publicată în numărul din 18 iunie 1906 al revistei Sămănătorul, apoi au apărut unele obiecții critice formulate de Ovid Densusianu (în Vieața nouă din 15 ianuarie 1907) și Mihail Dragomirescu (în Convorbiri critice din 1 martie 1907), pentru ca romanul să fie apoi minimalizat. Densusianu era nemulțumit de limbajul simplu și popular al autorului, deși recunoștea meritele romanului, în timp ce Dragomirescu susținea că Mara este o operă literară „confuză și difuză” și că nu ar fi o creație reprezentativă a lui Slavici, fiind inferioară nuvelelor. O opinie chiar mai nefavorabilă a formulat-o istoricul literar Gheorghe Adamescu, care afirma în Istoria literaturii române (1913) că Mara ar fi o scriere inferioară, încadrând-o în aceeași categorie cu nuvela „Spiru Călin” și cu romanul Din bătrâni.
După reeditarea romanului în 1925, au apărut alte trei recenzii: una severă și complet negativă a lui Pompiliu Constantinescu (în Mișcarea literară din 15–20 august 1925), alta mai îngăduitoare a lui Octav Botez (în Adevărul literar și artistic din 30 august 1925) și una pozitivă a lui Dumitru Karnabatt (în Rampa din 30 august 1925). Dacă Dumitru Karnabatt considera Mara un roman de moravuri cu tendințe psihologice clădit pe o „schelă solidă, ordonat și proporționat construit”, iar Octav Botez scria că romanul lui Slavici aduce, în ciuda defectelor sale, „un tragic profund uman, câteva caractere analizate cu adâncime, un viguros tablou de moravuri”, Pompiliu Constantinescu susținea că Mara, „strâns în cătușa etică”, conține doar câteva pagini narative viabile în care se pot recunoaște calitățile lui Slavici. Ultimul critic menționat a dovedit o aversiune față de scrierile lui Slavici și a formulat concluzii asemănătoare cu privire la nuvelistica acestuia (în Viața literară, nr. 24, 23 octombrie 1926), ceea ce l-a făcut pe George Călinescu să afirme că „nu ne alăturăm de autor [Pompiliu Constantinescu – n.n.] când scoboară sub nivelul artei pe Slavici” (în Sinteza, nr. 2, mai 1927).
Alți critici cunoscuți precum Constantin Dobrogeanu-Gherea, Garabet Ibrăileanu și Eugen Lovinescu au ignorat opera literară a lui Slavici, iar judecata critică părea că-l condamnase definitiv pe scriitorul de origine ardeleană. Câțiva ani mai târziu, totuși, Nicolae Iorga aduce romanul în atenția criticii contemporane în lucrarea de sinteză Istoria literaturii românești contemporane (1934), în care afirmă că Mara este „cea mai importantă contribuție la Vatra”.
Importanța romanului Mara în istoria literaturii române a fost evidențiată abia la peste o jumătate de secol de la apariție în articolul „Slavici romancier” al criticului George Călinescu, publicat în Adevărul literar și artistic din 1 august 1937, preluat fără modificări în lucrarea de sinteză Istoria literaturii române de la origini până în prezent (1941), pentru ca zece ani mai târziu profesorul universitar Șerban Cioculescu să afirme categoric în lucrarea Curs de istoria literaturii române moderne (1947) că Mara este „cea mai expresivă operă epică apărută între 1880–1900, ba chiar [...] cel mai bun roman al nostru înainte de Ion”. Romanul Mara a fost apoi redescoperit și a ajuns să dobândească în timp o glorie care amenința să umbrească nuvelistica lui Slavici.

## Locul și timpul acțiunii

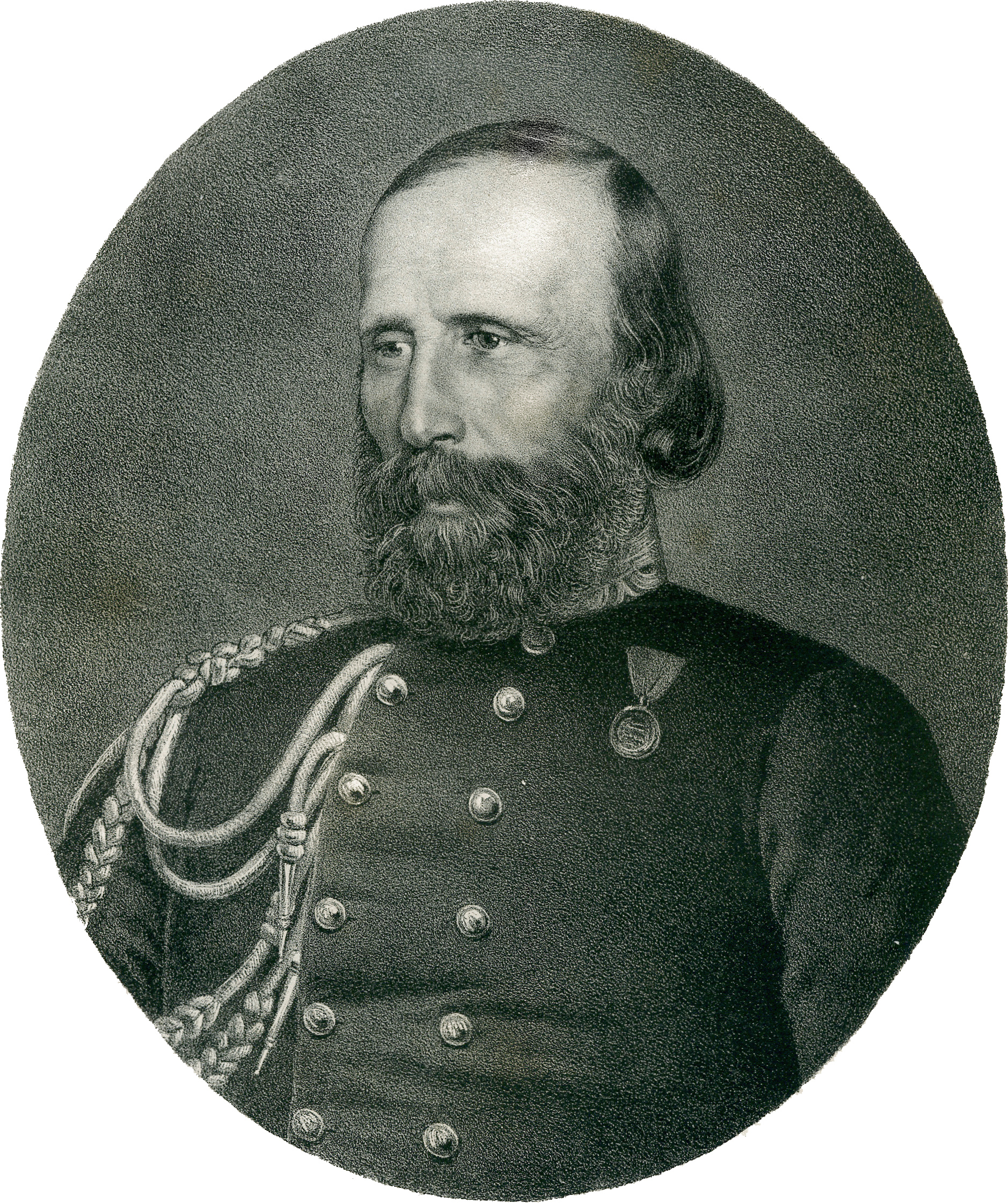
Generalul Giuseppe Garibaldi, conducătorul luptei de eliberare a Italiei.

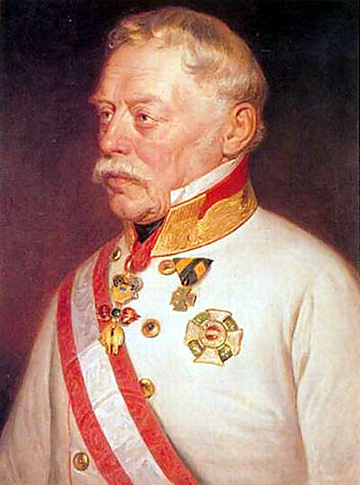
Feldmareșalul austriac Josef Radetzky. Pictură în ulei de Georg Decker, circa 1850.

Acțiunea romanului Mara se petrece în regiunea subcarpatică apuseană, la granița Crișanei cu Banatul, în perioada absolutismului austriac de după Revoluția de la 1848, adică în perioada 1850–1860. Autorul considera zona dintre localitățile Radna, Lipova și Arad de pe valea Mureșului un teritoriu dominat de o „utopie convenabilă” în perioada premergătoare instituirii dualismului austro-ungar, afirmând într-un text publicistic că „timpul de la 1850 la 1868 a fost binecuvântat pentru românii din împărăția austriacă”, deoarece fusese desființată iobăgia, fusese instituită egalitatea în fața legii, iar folosirea limbii române în biserică, școli, administrație și justiție era garantată de stat. Târgurile imperiale ale acelei epoci aveau un aspect multinațional și poliglot, imitând compoziția eterogenă a imperiului. Acolo conviețuiau pașnic persoane aparținând unor etnii diferite (români, germani, maghiari, sârbi), vorbitori de limbi diferite, însă membrii fiecărei etnii doreau să-și conserve individualitatea națională.
Există câteva referiri care permit încadrarea temporală a acțiunii. Astfel, autorul precizează că măcelarul Hubăr a agonisit avere „în timpul revoluțiunii de la 1848”, iar ulterior, după revoluție, a ajuns „la mare cinste”. Un personaj secundar, Andrei Corbu, nobil de Cărpeniș, fusese închis în timpul revoluției și nu mai reprezenta „nimic” în anii 1850–1860.
O sursă importană de informații este însă capitolul „Verboncul” în care Slavici menționează luptele pentru eliberarea Italiei desfășurate sub conducerea generalului Giuseppe Garibaldi (1807–1882) care vor culmina cu Al Doilea Război de Independență Italian. Tinerii transilvăneni trimiși în cătănie la Mantova, Verona și Veneția scriau celor de acasă că Garibaldi se pregătea „să-i adune pe italieni sub arme și să-i ridice împotriva împăratului”, având legături cu conducătorul revoluționar maghiar Lajos Kossuth (1802–1894) care se pregătea să se întoarcă în Ungaria pentru a-i alunga pe austrieci. Se vorbește, de asemenea, de speranțele austriecilor în feldmareșalul Josef Radetzky (1766–1858), guvernator general al Regatului Lombardia-Veneția (1849–1857), cunoscut pentru asprimea cu care a reprimat mișcarea revoluționară din nordul Italiei. Războiul pentru eliberarea Italiei a culminat în 1859 cu victoriile de la Magenta (4 iunie) și Solferino (24 iunie) în care armata austriacă a suferit înfrângeri grele. Trică, fiul Marei, plecat pe front ca voluntar, a luat parte la acele lupte și a fost lovit în șold de „o țandură de bombă”, fiind internat apoi într-un spital din Verona.
Slavici a cunoscut în copilărie entuziasmul meseriașilor arădeni față de mișcarea de eliberare a Italiei condusă de Garibaldi, pe care l-a evocat ulterior în memorialistica sa (Ioan Slavici, Lumea prin care am trecut, București, 1930, p. 32).

## Teme principale
Temele principale ale scrierii – goana după avere în târgurile transilvănene de la mijlocul secolului al XIX-lea și existența prejudecăților naționale și religioase – își au originea, după cum afirma autorul în notele sale memorialistice, în realitățile rurale ardelene cunoscute din anii adolescenței. Problematica socială tratată de Slavici în nuvelele sale este adâncită aici și dobândește dimensiuni noi, naționale și religioase.
Spre deosebire însă de romanele sociale anterioare din literatura română și chiar de nuvelele lui Slavici, ce prezentau decăderea clasei boierești, viața chinuită a țăranilor și patima dezumanizantă a banului, Mara descrie cu optimism ascensiunea unei clase sociale noi (burghezia) și consideră banul o valoare pozitivă, ceea ce-l face pe Slavici să fie, în opinia lui Nicolae Manolescu, singurul scriitor român care evidențiază latura pozitivă a capitalismului probabil ca urmare a educației sale în Ardeal, provincie care făcea parte la acea vreme din Mitteleuropa și în care etica religioasă calvinistă justifica preocuparea pentru acumularea capitalului și susținea sistemul economic capitalist.
Slavici și-a manifestat admirația față de principiile ideologice ale capitalismului, considerând că ele stau la baza progresului, spre deosebire de scriitorii români de peste Carpați (precum Nicolae Filimon, Duiliu Zamfirescu și Mihail Sadoveanu) care considerau capitalismul o structură social-economică malignă deoarece, potrivit eticii ortodoxe, acumularea de capital ar favoriza hoția și ar distruge armonia socială. Capitalismul era pentru Slavici „o realitate, un mod de a trăi, un punct de vedere asupra lumii ce se confunda, într-o anumită măsură, cu propria-i ființă, cu propriile-i opțiuni și idealuri”, susținea eseistul Ioan Petru Culianu.

### Goana după avere în târgurile transilvănene

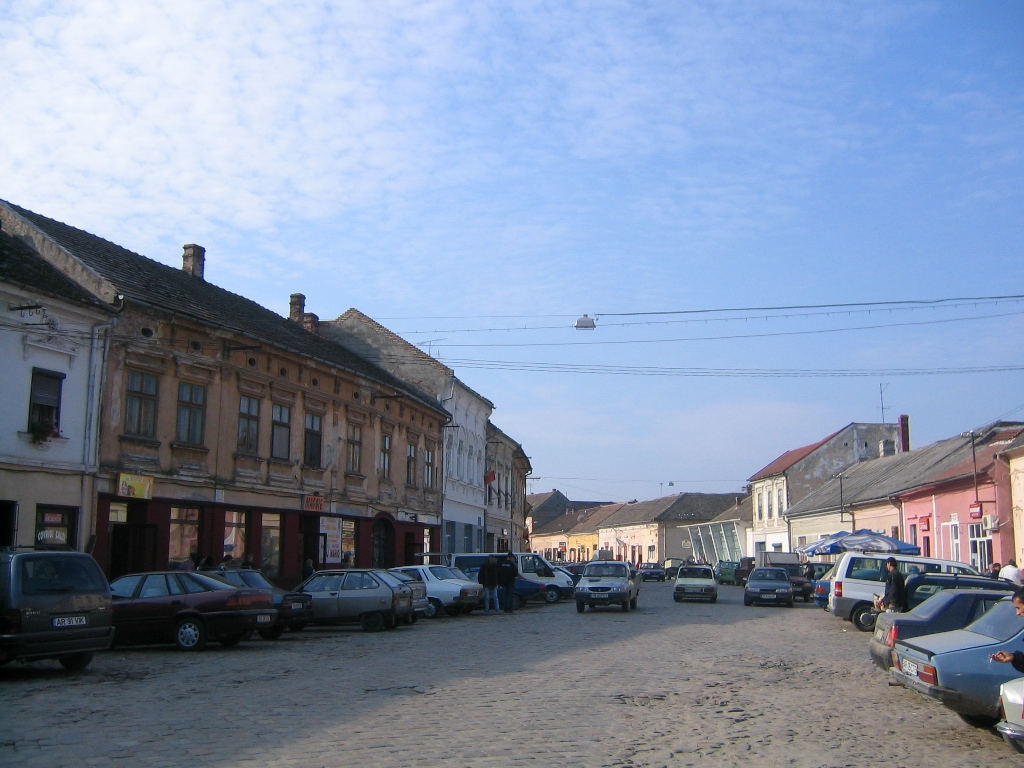
Zona comercială centrală a orașului Lipova în prezent. Clădirile au fost construite între sec. al XVII-lea și începutul sec. al XX-lea.

Romanul Mara conține o frescă amplă a târgului transilvănean de la mijlocul secolului al XIX-lea, într-o perioadă marcată de destrămarea orânduirii feudale și de ascensiune a burgheziei. Slavici reconstituie cadrul social-economic ardelean, detaliind contextul istoric și evocând moravurile pentru a crea un fundal convingător al acțiunii. Se poate constata astfel o diferență în plan literar între târgurile ardelene și bănățene, pe jumătate rurale, dar pline de viață și cu un aer de Mitteleuropa, din opera lui Slavici și târgurile moldovenești „unde nu se întâmplă nimic” din opera lui Sadoveanu; populația târgurilor ardelene este formată din meseriași și negustori organizați în bresle sprijinite de administrație imperială, cu meserii transmise din tată în fiu, în timp ce în târgurile moldovenești viețuiesc boieri scăpătați, funcționari pedanți și corupți, intelectuali blazați în genul lui Neculai Manea, fete bovarice și negustori evrei. Acest aspect de burg al localităților rurale central-europene, diferit de cel al satelor din Moldova sau Țara Românească, fusese observat de tânărul Mihail Kogălniceanu când se întorcea în 1838 de la studiile din Occident și-i comunica impresiile sale „babacăi”.
Târgul Lipova, unde se petrece o mare parte a acțiunii, are o viață economică dinamică. Aici există numeroase stabilimente comerciale: ateliere meșteșugărești (cojocării, măcelării), cârciumi și piețe, prin care banul circulă și se înmulțește. În această fază a acumulării primitive a capitalului coexistă încă relațiile feudale și relațiile burgheze. Organizarea meșteșugarilor și negustorilor în bresle este o reminiscență a Evului Mediu. Fiecare breaslă este condusă de un staroste, ajutat de un sfat al breslei, având rolul de a proteja comerțul individual și publicul larg de meseriașii nepregătiți și de a veghea la respectarea regulilor. În târgul Lipova exista o breaslă a cojocarilor, din care făceau parte și cei doi măcelari. Cei care doreau să fie primiți în breaslă trebuiau să treacă prin stagiile de ucenic și calfă, apoi să efectueze anii de călătorie, în care să slujească la diferiți meșteri (ca în Anii de ucenicie ai lui Wilhelm Meister (1796) de Goethe), după care să treacă examenul de meșter. Pentru a deveni meșter și a fi primit în rândul breslei, Națl trebuie să înjunghie rapid un juncan de trei ani, să-l jupoaie și să-i scoată măruntaiele, apoi să taie și să sorteze carnea în șaisprezece feluri, fără a se păta de sânge, după care să o cântărească din ochi, iar examenul se încheia cu un prânz pantagruelic.
Din rândul acestei lumi de meșteșugari și negustori, având o formă de organizare tipic feudală, se ridică Mara, o femeie dornică de înavuțire ce dovedește un spirit activ și întreprinzător specific perioadei de acumulare primitivă a capitalului. Direcționându-și eforturile către agonisirea și înmulțirea banilor, tânăra precupeață are o ascensiune socială asemănătoare personajelor balzaciene. Inițial o văduvă săracă ce se zbate să asigure un viitor celor doi copii, Mara muncește mai întâi ca precupeață, vânzând diferite produse în piețele din apropiere, apoi arendează podul de plute peste Mureș care făcea legătura între satul Radna și orașul Lipova, pentru ca mai târziu să împrumute bani cu camătă și să arendeze pădurea împărătească de la Cladova, transportând cu plutele lemnul la Arad pentru a-l vinde. Mara devine treptat o persoană de vază pe valea Mureșului, intrând în rândul burgheziei locale. În societatea capitalistă banul este un mijloc prin care poate fi dobândit un statut social superior, după o cum dovedește transformarea disprețului gospodarilor față de Mara în respect pe măsură ce personajul se îmbogățește. Această funcție a banului este recunoscută chiar de Mara: „Banul, draga mamii, [...] banul e mare putere, el deschide toate ușile și strică toate legile”.

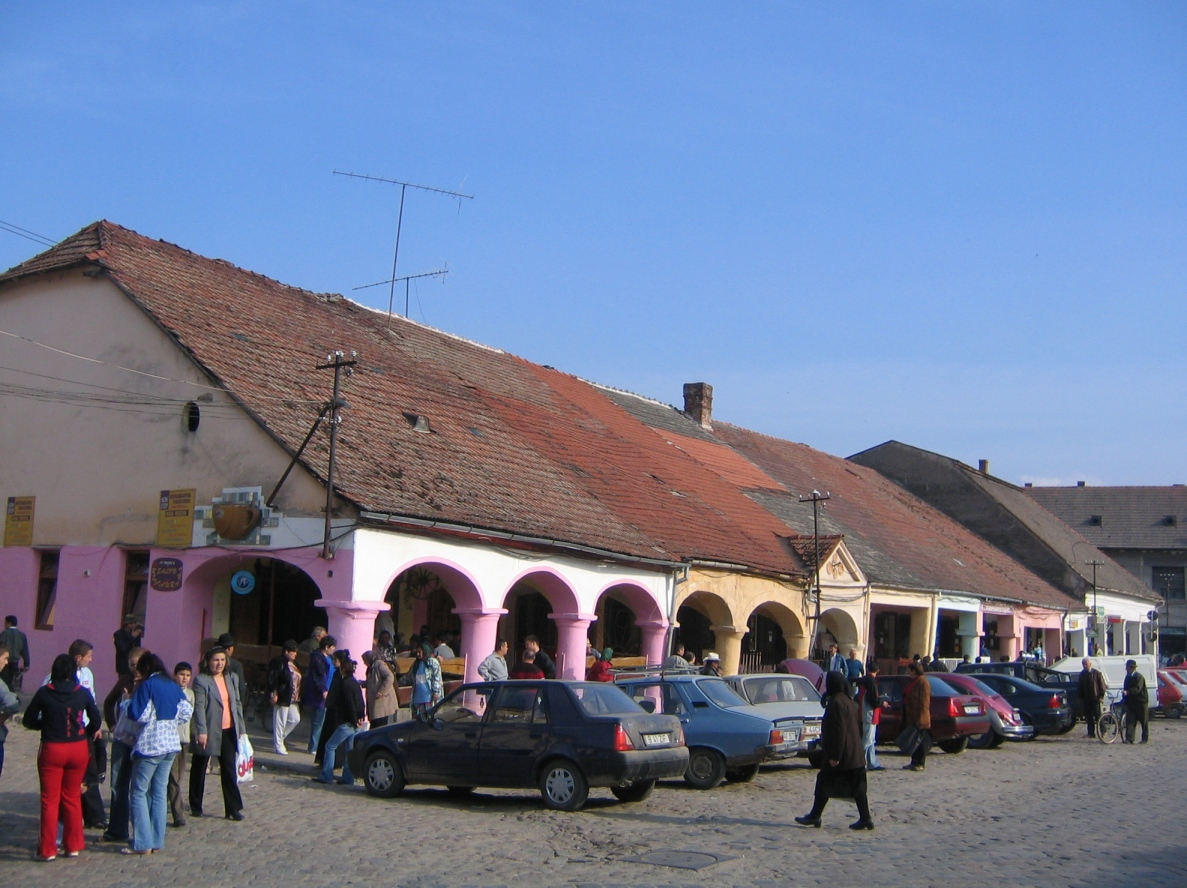
Bazarul Turcesc din Lipova, clădire ce datează din secolul al XVII-lea.

Personajul își desfășoară activitatea pe baza unui calcul rece, adunând creițar după creițar, și devine tot mai stăpână pe sine. Pe măsură ce averea crește, crește și avariția personajului: astfel după ce se zbate ca Persida să fie primită la mănăstirea de maici, Mara reușește să o convingă pe maica Aegidia să o țină acolo gratis, cu gândul ca banii economisiți să-i folosească pentru a-l ține pe Trică la o școală din Arad. Nu se îndură să plătească școlarizarea, așa că Trică va ajunge ucenic la un cojocar. Dezumanizarea Marei iese în evidență mai ales în două situații: când încearcă să-l convingă cu cinism pe Trică să accepte avansurile adulterine ale soției meșterului cojocar și când intenționează să-i dea Persidei zestrea. Zestrea Persidei era de 30.000 de florini, dar Mara nu se îndură să i-o dea pe toată, așa că o reduce la 10.000 de florini, iar atunci când trebuie să i-o înmâneze lui Națl o mai reduce încă o dată la 8.000 de florini; uluit de mărimea sumei, ginerele acceptă ca Mara să administreze tot ea banii, gest pe care ea îl speculează cu promptitudine: „— Da, da! răspunse Mara, mai bine decât la mine unde ar putea să stea? Să știți că-i aveți, pe toți, nu numai pe aceștia.” Analizându-i comportamentul, criticul Nicolae Manolescu considera că Mara este „prima femeie capitalist” din literatura română.
După căsătorie, fiica Marei, Persida, se abrutizează și capătă și ea gustul banului, urmând traiectoria mamei sale. Ocupându-se de administrarea birtului de la Sărărie, ea își încheie ziua făcând calcule contabile pentru a avea confirmarea că a obținut un profit: „N-ar fi putut să doarmă liniștită, dacă nu s-ar fi încredințat, mai înainte de a se culca, că nu în zadar a ostenit.”. Acel citat nu este o dovadă a avariției personajului, cum au considerat unii critici, ci a chibzuinței și a unui spirit prevăzător necesare pentru a face față situației economice dificile cauzate de lipsa oricărui ajutor din afară și de comportamentului risipitor al soțului ei.

### Denunțarea prejudecăților etnice și religioase
Tema existenței prejudecăților etnice și religioase apare pentru prima dată la Slavici în drama istorică Gașpar Grațiani, Domnul Moldovei (1886), în care, cu toate că adevărul istoric nu este respectat în întregime, Gaspar Graziani, domnul Moldovei (1619–1620), are o relație de dragoste cu evreica Sara și este sfătuit de înțeleptul Baruch. Prejudecățile nu puteau fi biruite în condițiile secolului al XVII-lea, dar autorul, susținător al principiului toleranței, le condamnă cu asprime. Astfel atunci când mulțimea cere îndepărtarea Sarei, domnul Moldovei replică: „poporul să vadă că mint aceia care spun că ovreii sunt răi [...] și să te iubească cu toate că ești ovreică”. Folosindu-se de mijloacele comice, Slavici satirizează în nuvela „Crucile roșii” (1876) tendințele șovine și pe politicienii care întrețin conflictele naționaliste.
Această idee a relației între persoane de naționalitate diferită este reluată cu mijloace de expresie superioare artistic în romanul Mara, care prezintă o dramă etnică: apariția și consolidarea dragostei între o româncă ortodoxă (Persida) și un german catolic (Națl). Slavici se dovedește „un poet și un critic al eroticei rurale”, consemnând minuțios principalele detalii ale evoluției sentimentelor celor doi îndrăgostiți. Dragostea dintre fata unei precupețe și băiatul unui măcelar poate părea prozaică la prima vedere, dar autorul conferă lirism materialului literar. Sunt surprinse avânturile și îndoielile celor doi îndrăgostiți, precum și momentele de dăruire și de respingere. Autorul reconstituie minuțios evoluția dragostei: de la neliniștea primelor priviri, la întâlnirile întâmplătoare, la gesturile de cochetărie, apoi la creșterea intensității sentimentelor și în cele din urmă la conștientizarea responsabilităților.
Societatea vremii este formată din oameni încăpățânați în prejudecăți etnice arhaice, cu o gândire individuală subordonată gândirii colective, care nu sunt dispuși să accepte această relație între persoane de naționalitate și religie diferite, după cum afirmă chiar Mara: „Nu! nu! răspunse Mara cu hotărâre îndârjită. Asta nu se poate! Dumnezeu știe – urmă ea mișcată – cât m-am gândit eu la voi, cât am ostenit pentru voi, cu câtă inimă v-am purtat de grijă, și nu poate să mă pedepsească atât de aspru. Dacă te-aș vedea moartă, ar fi pierdută toată bucuria vieții mele, dar aș zice c-au mai pățit-o și alte mame ca mine și m-aș mângâia în cele din urmă. Neam de neamul meu nu și-a spurcat însă sângele! strigă ea cu ochii plini de lacrămi. Și mie mi-e milă de el și de mama lui, dar îmi ești dragă tu și nu se poate!”. Însoțirea cu un om de altă etnie și religie este considerată mai rușinoasă chiar decât păcătuirea fizică. O mentalitate similară o manifestă și germanul Hubăr, care nu acceptă sub nici o formă ideea că nepotul său ar putea fi botezat într-o altă religie decât cea catolică: „Să fie – zise el –, să fie binecuvântată de amândouă [bisericile – n.n.], dar copilul e al nostru, numai al nostru.”.
Înțelegând că vor fi nevoiți să lupte cu prejudecățile societății, Persida și Națl se căsătoresc în taină și încearcă să-și întemeieze un cămin. Presiunea părinților care nu-și dăduseră consimțământul la căsătoria tinerilor apasă tot mai greu, iar Națl cedează și începe să se comporte brutal cu soția sa pentru a o determina să-l părăsească. Persida îl înțelege însă și acceptă bătăile ca pe o formă de pedeapsă: „«Ah! Doamne! zise ea. El are, la urma urmelor, toată dreptatea!» Îl scosese din averea părinților lui, îl despărțise de muma lui, stricase tot rostul vieții lui și voia acum să-l mai desfacă și de prietenii lui. Ce viață i-a făcut ea lui?! Ce i-a dat în schimb pentru tot ceea ce i-a luat?! Ochii ei acum, abia acum, se umplură de lacrămi. «Nu! – zise ea adânc pătrunsă – fără de binecuvântarea părinților nu e cu putință fericire casnică!»”.
Cu toate acestea, căsătoria interetnică a lui Națl cu Persida deschide o nouă etapă în relațiile sociale, iar prejudecățile, chiar dacă mai există, se vor diminua tot mai mult odată cu ajungerea la maturitate a noii generații, determinând instaurarea unei atmosfere de toleranță și înțelegere.

### Necesitatea respectării regulilor sociale
Crezul moral al scriitorului este format din cumpătare, bună-credință și respect pentru dreptate și adevăr, iar sursele acestuia sunt, după cum reiese din memoriile sale, gândirea social-economică a lui Lorenz Stein, ideile socialiste ale lui Louis Blanc și filozofia orientală a lui Confucius. Autor tradiționalist și moralist, Ioan Slavici consideră că echilibrul sufletesc poate fi obținut numai prin respectarea regulilor sociale, care-i oferă individului sentimentul de siguranță și constituie baza moralei. În această optică, tradițiile statornicite, voința părinților și imperativele religioase dobândesc un rol important în organizarea vieții de familie. Relația de dragoste dintre Persida și Națl încalcă regulile de conviețuire respectate în societatea vremii, iar din acest motiv părinții tinerilor (Mara, Hubăr și Hubăroaie) refuză să-și dea consimțământul pentru căsătoria lor. Cu toate acestea, cei doi tineri se căsătoresc în taină, ceea ce produce un dezechilibru sufletesc care se perpetuează până în momentul când părinții decid să accepte această unire. Iubirea tinerilor anulează astfel prejudecățile etnico-religioase ale părinților, după cum constată Mara în finalul romanului: „Oameni suntem cu toții, tot creștini, creștini adevărați, tot un Dumnezeu avem.”.
În alte cazuri, încălcarea obligațiilor sociale se pedepsește cu asprime precum în secvența naturalistă a uciderii bătrânului Hubăr de către fiul său nelegitim, Bandi, pe care-l abandonase și refuzase să-l recunoască; autorul împinge atitudinea moralizatoare până la didacticism și se transformă într-un justițiar. În opinia profesorului George Munteanu, crima lui Bandi ilustrează complexul lui Oedip, ce va fi descris ulterior de Sigmund Freud. Personajul, care suferă o psihoză ca urmare a traumei psihice din copilărie, o idealizează pe Persida pe care o consideră un substitut al mamei sale, așa putându-se explica devotamentul lui față de ea, în timp ce se transpune pe sine în locul copilului ei.
În opinia criticului C. Stănescu romanul Mara urmărește inițierea personajelor tinere în respectarea convențiilor etice riguroase ale societății. Plecarea lui Națl în cei doi ani de călătorie are nu atât scopul de formare profesională a viitorului meșter, cât mai ales scopul de a-i potoli instinctele existențiale și de a-l supune regulilor breslei. Fuga inițială a Persidei și a lui Națl în străinătate este cauzată de impulsul unei vieți libere, eliberate de convenții, dar acest impuls cauzează o stare de derută care în cele din urmă constrânge personajele să se conformeze normelor sociale.

## Analiză literară

### Asemănări tematice

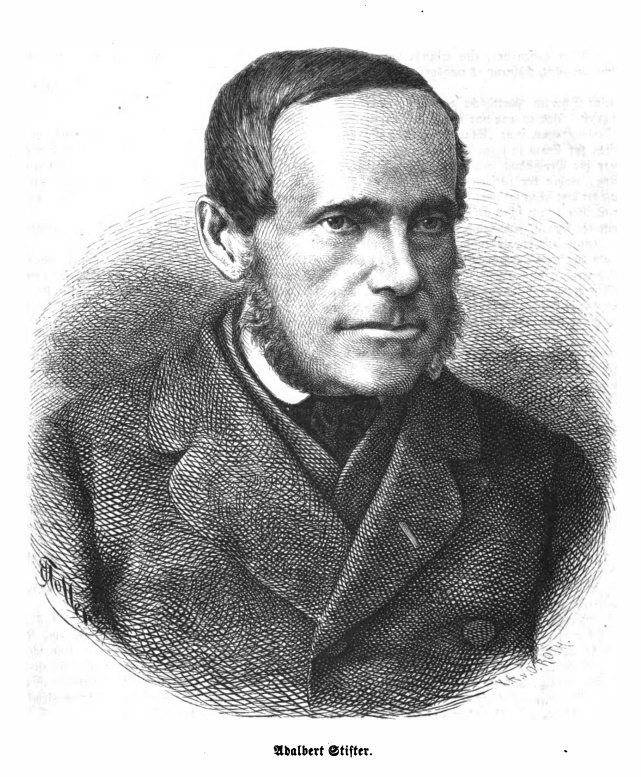
Adalbert Stifter a fost considerat „modelul tutelar” al lui Slavici.

Rădăcinile prozei lui Slavici sunt plasate de criticul Mihai Zamfir în literatura germană, care-i era mai familiară autorului decât literatura română. Scriitorul își însușise un așa-numit spirit Biedermayer de inspirație romantică, originar din Austria, care promova valori umane precum „bucuria de a trăi în acord cu principiile vieții creștine, apologia familiei și a spiritului familial, împăcarea cu existența așa cum ni se oferă ea, împlinirea datoriei ca realizare etică supremă”. Promotorii acestui spirit Biedermeyer precum boemul Adalbert Stifter (1805–1868), galițianul Karl Emil Franzos (1848–1904) și evreul morav Jakob Julius David (1859–1906), născuți departe de capitala Viena, se considerau cetățeni ai imperiului și slujeau un ideal cosmopolit de esență iluministă.
Slavici descinde din acea atmosferă culturală cosmopolită, înfățișând prin intermediul meșteșugarilor din târgurile de provincie o lume germanică ce era dezvăluită pentru prima oară în literatura română. Lumea lui Slavici este un univers multietnic de provincie ce constituie, potrivit lui Joseph Roth, însăși esența Imperiului Austro-Ungar. Această armonie în diversitate iese în evidență cel mai pregnant cu ocazia târgului de toamnă de la Arad, când orașul devine un turn Babel. Atracția centripetă către centru nu durează deoarece încep să se răspândească idei naționaliste (promovate de Garibaldi și Kossuth) ce înfierbântă spiritele cetățenilor imperiului, generând o mișcare centrifugă ce amenință să destrame unitatea statului. În lumea concretă, susținerea aceluiași ideal politic bazat pe armonia între neamuri l-a transformat pe Slavici într-o victimă a istoriei: scriitorul a fost închis de unguri pentru că a apărat drepturile românilor ardeleni, pentru ca după 30 de ani să fie întemnițat de români sub acuzația că a colaborat în timpul războiului cu autoritățile germane de ocupație.

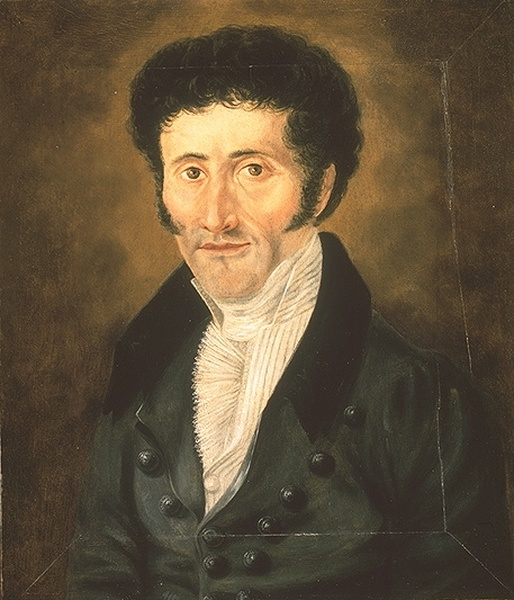
Povestirile lui E.T.A. Hoffmann l-au inspirat pe Slavici în evocarea mediului meșteșugăresc.

Criticii literari au identificat unele asemănări tematice între romanul Mara și literatura germană a secolului al XIX-lea (de ex. povestirile „Meister Floh” și „Meister Martin der Küfner und seine Gesellen” ale lui E.T.A. Hoffmann) în ceea privește evocarea mediului meșteșugăresc, a tradițiilor din bresle și a întrecerilor între calfe pentru căsătoria cu fata meșterului. În opinia criticului Dimitrie Vatamaniuc, lumea orașului de provincie transilvănean descrisă de Slavici este o lume închisă precum lumea satului din romanele țărănești germane ale lui Karl Immermann și Ludwig Anzengruber, iar personajele nu se mai simt în largul lor odată ce ies de acolo. Narațiunea lui Slavici este simplă și lineară ca în nuvelele lui Ferdinand von Saar (1833–1906) și Ludwig Anzengruber (1839–1889), având personaje ce reprezintă mai degrabă arhetipuri, o viziune utilitară și o finalitate etică mai apropiată de cea a basmelor.
Romanul Mara preia, de asemenea, multe elemente din „novelele” lui Slavici atât în plan etnografic (descrierea satului transilvănean și a obiceiurilor specifice), cât și în ceea ce privește caracterul personajelor. Astfel, Mara conține trăsături de caracter ale precupeței arădene Lenca Liuchici din „Budulea Taichii”, ale cârciumarului Ghiță din „Moara cu noroc” și ale bogătanului Busuioc din „Pădureanca”, Persida poate fi asemănată prin frumusețe și demnitate morală cu Simina din „Pădureanca”, Națl are un traseu similar până la un punct cu cel al lui Iorgovan din „Pădureanca” (ambii au un caracter slab și au urmat câțiva ani de școală, dar și-au întrerupt studiile pentru a urma meseria tatălui), iar Bandi este un copil din flori precum Pupăză din „Pădureanca” și, la fel ca el, răzbună păcatele părinților.
Apariția romanului Mara la sfârșitul secolului al XIX-lea a avut loc într-o perioadă în care literatura română evoca mai degrabă mediul rural, dar putea fi constatată însă o creștere a interesului literar pentru mediul citadin. Lumea orășenească fusese înfățișată mai întâi în romanul Ciocoii vechi și noi (1862) al lui Nicolae Filimon, în care însă instituțiile statului nu erau formate, iar locuitorii proveneau de la țară și duceau o existență citadină legată în principal de o slujbă. Orașele și târgurile descrise de Slavici în Mara au instituții social-politice organizate și o viață citadină guvernată de norme de conviețuire stabilite de autorități. Cu toate acestea, potrivit criticilor Dimitrie Vatamaniuc, Ion Rotaru și Cornel Ungureanu, schițele și nuvelele lui Ioan Popovici-Bănățeanul (1869–1893), publicate începând din 1892 (nuvela „În lume” a apărut în Convorbiri literare, anul XXVI, nr. 10, 1 februarie 1892) și inspirate din viața meseriașilor de la periferiile orașelor, preced tematic romanul slavician.

### Realismul operei
Realismul este un curent literar care s-a manifestat începând de la jumătatea secolului al XIX-lea odată cu acutizarea conflictelor sociale ca urmare a dezvoltării orânduirii capitaliste. Printre exponenții realismului în literatura română de la sfârșitul secolului al XIX-lea și începutul secolului al XX-lea se află I.L. Caragiale, George Coșbuc, Ioan Slavici, Barbu Ștefănescu Delavrancea și Alexandru Vlahuță, care au creat opere de o valoare incontestabilă. Dezvoltarea curentului realist s-a confruntat cu manifestarea unor tendințe antirealiste. Titu Maiorescu susținea, de pildă, că omul din popor este pasiv și fatalist, incapabil de acțiuni ferme ca urmare a tradiției de clasă, iar această opinie a fost perpetuată o lungă perioadă de autorii care au promovat o imagine idilică a satului, poetizând traiul mizer al țărănimii și ignorând existența conflictelor sociale.
Ioan Slavici a prezentat în romanul Mara un mediu social pe care-l cunoscuse în perioada copilăriei și adolescenței: țăranii și târgoveții din împrejurimile Aradului. Tatăl autorului, Sava Slavici, era un meșter cojocar din satul Șiria și participa la târgurile din zona Aradului, în timp ce mama lui, Elena (n. Borlea), provenea dintr-o familie de cărturari ardeleni și era fiica preotului din Măderat. Provenit dintr-o familie de condiție medie, Ioan Slavici a urmat studii la Liceul Maghiar din Arad (1860–1864) și la Liceul Piarist din Timișoara (1865–1867), apoi a învățat un an ca elev particular – deoarece părinții săi sărăciseră și nu i-au putut plăti continuarea studiilor – și, trecând peste mari greutăți, a susținut examenul de bacalaureat în august 1868 la Satu Mare. În anii de școală și apoi în anii de practică într-un birou avocațial și apoi la consistoriul ortodox din Oradea a cunoscut vicisitudinile vieții, care vor conferi un aspect realist operei sale literare. Și-a format o pregătire solidă istorică, sociologică și filozofică prin călătoriile sale în ținuturile Banatului, Crișanei și Transilvaniei, cunoscând situația reală a claselor sociale și detașându-se de exaltările naționaliste și șovine și de sentimentalismul sămănătorist. Mihai Eminescu, pe care l-a cunoscut la Viena în 1869, l-a îndemnat să scrie, orientându-l către o literatură de inspirație populară cu acțiunea desfășurată în mediul satului ardelenesc.
În perioada cât a condus ziarul Tribuna (1884–1890) și revista Vatra (1894–1896) Slavici a militat pentru o literatură care să reflecte realitatea social-economică din Transilvania, inechitățile sociale și prejudecățile poporului. Trăsătura dominantă a scrierilor sale – romane, nuvele, piese de teatru sau povești – este „realismul popular”, autorul prezentând societatea transilvăneană din a doua jumătate a secolului al XIX-lea în perioada pătrunderii capitalismului și a formării burgheziei. Goana după înavuțire, conflictele umane cauzate de diferența de avere și necesitatea respectării regulilor sociale constituie subiectele predilecte ale literaturii lui Slavici. Cârciumarul Ghiță din „Moara cu noroc” (1880) este dezumanizat de setea de avere și își sacrifică fericirea conjugală, ucigându-și soția după ce o împinsese la adulter. Diferențele de avere stau de multe ori în calea dragostei. Bogătanul Mihu din „Gura satului” (1878) consideră căsătoria fiicei sale un prilej de a face o afacere bună, în timp ce Iorgovan, fiul bogătanului Busuioc din „Pădureanca” (1884), nu poate trece peste convențiile sociale pentru a se căsători cu pădureanca săracă Simina.
Romanul Mara reprezintă o operă literară realistă importantă a literaturii române prin evocarea societății transilvănene de la mijlocul secolului al XIX-lea cu o autenticitate și o luciditate întâlnite doar în versurile lui George Coșbuc sau în proza lui Liviu Rebreanu și fără idealizare. Sunt prezentate aici o serie de conflicte sociale puternice care frământau mediul orașelor provinciale de la capătul Imperiului Austriac în perioada de trecere de la feudalism la capitalism. Realismul operei este autentic, cu observații social-psihologice juste, dar moralismul autorului, „convențional și abitrar”, diminuează forța epică a romanului.

### Ideea destinului
Întâmplările prezentare în romanul Mara par a sta sub influența implacabilă a destinului. Această idee, care apare în diferite momente, este sintetizată de Mara astfel: „Așa vin lucrurile în lumea aceasta: pleci în neștiute și te miri unde ajungi; te-apucă – așa din senin – câteodată ceva, și te miri la ce te duce. Omul are data lui, și nici în bine, nici în rău nu poate să scape de ea; ce ți-e scris are neapărat să ți se întâmple; voința lui Dumnezeu nimeni nu poate s-o schimbe”.
Existența personajelor romanului este supusă propriului destin, de aceea nu există modificări esențiale ale firii lor. Mara nu-și schimbă comportamentul pe parcursul romanului, oscilând mereu între zgârcenie și pasiune maternă, iar firea ei energică este transmisă celor doi copii. Nu se implică în dramele copiilor ei, fiind conștientă că omul nu se poate împotrivi destinului hărăzit lui.
Principalul sentiment influențat de destin este dragostea, ce devine aici o forță a naturii, iar personajele cunosc puterea ei de neînvins. Cunoscând prejudecățile societății care stăteau în calea iubirii ei, Persida se refugiază timp de câțiva ani la mănăstirea din Lipova, unde încearcă să-și reprime pasiunea, dar mila față de Națl care se certase cu tatăl său din cauza ei o fac să cedeze. Ea se simte vinovată pentru că l-ar fi ademenit și i-ar fi stricat astfel rostul vieții. Legătura sufletească între ei pare să fie rezultatul unei voințe mai presus de voința celor doi iubiți, după cum îi spune Persida maicii Aegidia: „— Nu pot și nu pot! [...] E un blestem pe capul meu și-mi e adeseori ca și când chiar mai nainte de a mă fi născut aș fi fost osândită să sufăr împreună cu dânsul. [...] Mi-e, când îmi dau seamă, nesuferit acel om pătimaș și pornit mereu spre viață fără frâu și știu că nu putem să ne apropiem fără ca să ne izbim unul de altul. Îndată însă ce-l știu suferind, mă simt dusă de o putere covârșitoare spre dânsul.” și lui Trică: „Nu eu din mine însămi voiesc, nici nu voința lui mă siluiește, ci o soartă neînduplecată ne ține sub stăpânirea ei, și nu putem altfel decât cum putem.”.
Acest destin care împinge unul către altul doi tineri de naționalități și religii diferite constituie sămânța evenimentelor tragice care vor urma.

### Personaje
În romanul Mara scriitorul Ioan Slavici creează portrete vii personajelor, scoțând în evidență, de obicei, o singură trăsătură morală pe care o consideră reprezentativă. Personajul titular al romanului, precupeața Mara, este o femeie activă și întreprinzătoare care încearcă să răzbată în viață cu o dârzenie aproape bărbătească precum Vitoria Lipan. Prin muncă neobosită și prin chibzuință, ea reușește să adune o avere considerabilă pentru a le crea copiilor ei o situație economică îndestulată, încercând în același timp să le conducă viața după propria ei dorință. Personajul îmbină cumpătarea cu afecțiunea maternă, fără a-și pierde nicio o clipă bunul simț. Pe măsură ce averea sa sporește, Mara devine tot mai avară și reduce cheltuielile la strictul necesar: o ține aproape gratis pe Persida la mănăstire, profitând de slăbiciunea maicii Aegidia, iar pe Trică îl dă ucenic, în loc să-l țină la școală, și apoi îl sfătuiește să accepte avansurile Martei Bocioacă pentru a nu pierde șansa unei căsătorii profitabile. Zgârcenia personajului nu este însă rezultatul patimii pentru bani (ca în cazul lui Harpagon, Grandet sau Hagi Tudose), ci mai degrabă al unui spirit de chibzuință datorat vieții grele, pline de lipsuri, și al dorinței de a crea un viitor propriilor copii, precum este cazul lui Goriot. Ezitarea ei atunci când intenționează să-i ofere o sumă de bani nepotului nu se datorează zgârceniei, ci faptului că-și dă seama că tinerii părinți nu se dovediseră încă a fi oameni strângători și ar fi putut risipi repede toată agoniseala ei. Privit din acest punct de vedere, Mare nu este un personaj arivist, ci o femeie ambițioasă care-și dirijează voința de ascensiune socială (principalul pivot al existenței ei) către copii. Criticul C. Stănescu o considera pe Mara un personaj previzibil, care procedează în toate împrejurările potrivit firii ei, având din acest motiv o construcție literară solidă.
Copiii ei, dominați de propriile sentimente și nu de spiritul chibzuit al mamei lor, își găsesc cu greutate echilibrul sufletesc după ce se confruntă cu conflicte puternice. Echilibrul sufletesc este pus de autor în legătură cu respectarea regulilor de conviețuire socială, care-i oferă individului sentimentul de siguranță. Ambii copii se maturizează în urma întâmplărilor trăite. Trică refuză sfatul mamei sale și pleacă voluntar la oaste, neacceptând să fie răscumpărat și a-i rămâne dator meșterului. Fire voluntară ca și mama ei, Persida acceptă dragostea lui Națl și suferă cu resemnare loviturile destinului, reușind în final să împace ambele familii. Conturarea caracterului Persidei este destul de nesigură, ceea ce face ca personajul să aibă un comportament oscilant între slăbiciunea pentru Națl și înțelegerea deosebirilor ce-i separă. Prin frumusețea și distincția ei, Persida degajă o senzualitate puternică, asemănându-se cu Elena din Troia, Manon Lescaut, unele eroine ale romanelor lui George Eliot, Anna Karenina, Sașa Comăneșteanu, Otilia sau doamna T, ceea ce l-a făcut pe criticul Octav Botez să o considere una dintre „cele [mai] frumoase figuri feminine” din literatura română.
Comportamentul lui Națl este chiar mai oscilant, fiind un amestec de entuziasm și nehotărâre tipic dostoievskian. Personajul o iubește pe Persida, dar o părăsește și se întoarce periodic la ea, nereușind să ia o decizie definitivă și apoi să o susțină. Modul în care este descrisă evoluția lui sufletească de la blândețe la brutalitate nu este suficient de convingător, iar din acest motiv portretul personajului este cam schematic și lipsit de vigoare. Oricum ar fi, Națl este un om slab, lipsit de voință proprie, considerându-se purtător al unui blestem căzut asupra lui din cauza păcatului tatălui său.
În opinia lui George Călinescu, tinerii, chiar dacă par a avea mentalități opuse părinților, moștenesc aceleași vicii și idei preconcepute: Națl devine leneș, petrecăreț și brutal la fel ca tatăl său, în timp ce Persida dobândește autoritatea și avariția mamei ei după ce începe să se ocupe de birtul de la Sărărie. Criticul Alexandru Piru consideră că acest conflict aparent între caracterele părinților și copiilor este cauzat de traversarea unei crize erotice, fiind stins odată ce criza este depășită, iar personajele se maturizează.
Imaginea unei societăți marcate de ipocrizie este completată cu două figuri secundare. Marta Bocioacă este aparent o susținătoare a bunului simț burghez, evitând orice legătură cu Persida pentru faptul că a ales să încalce conveniențele sociale și să trăiască cu Națl, dar în realitate ea are o fire pătimașă, încearcă să-l atragă pe Trică într-o relație adulteră și-și sfătuiește soțul să achite diferența de bani pentru a-și scăpa calfa de armată. Într-un mod oarecum similar, măcelarul german Hubăr respinge intransigent relația „imorală” de dragoste a fiului său cu o româncă, deși el însuși sedusese în tinerețe o servitoare unguroaică pe care o abandonase, lăsând-o să crească singură copilul născut din această legătură sentimentală.

### Stil literar
Romanul Mara se distinge printr-o compoziție solidă și prin folosirea unor mijloace literare sobre. Stilul literar este predominant oral ca urmare a folosirii unei retorici populare (fraze scurte, dialoguri concise, interogații, exclamații, proverbe și zicători). Unele capitole intră direct în acțiune, în timp ce altele au la început o cugetare provenită din înțelepciunea populară. Slavici folosește un stil popular pentru că este un scriitor poporanist care se adresează oamenilor din popor, nu claselor culte, și încearcă să ridice nivelul cultural al oamenilor simpli, vrând să dea poporului „lumina ce se cere în timpul în care trăim; să-i deschidem calea pentru bunul trai material”. Așa se explică prezența unor expresii familiare, semnalate cu o oarecare nemulțumire de Ovid Densusianu într-un articol publicat la 15 ianuarie 1907 în revista culturală Vieața nouă.
Limba literară folosită de Slavici este simplă, dar bogată, cu puține regionalisme și neologisme, folosite chibzuit, ceea ce determină o exprimare clară și exactă. Potrivit criticului Alexandru A. Philippide, operele literare ale lui Slavici sunt scrise într-o limbă română „curată și aspră, [...] o limbă poate cam necioplită, colțuroasă și dură, dar lipsită de neologisme și perfect armonizată cu personajiile lui Slavici și cu lumea pe care el o descrie”, cu fraze lipsite de cadență și descrieri realiste, lipsite de pitoresc. În unele cazuri, totuși, ca urmare a folosirii unei topici inversate potrivit sintaxei limbii germane (pe care autorul a deprins-o încă din timpul școlii), are loc o alterare a fluenței exprimării. Sobrietatea limbajului slavician a fost criticată de esteticianul Tudor Vianu care i-a reproșat scriitorului lipsa imaginației lingvistice și vocabularul sărac.
Ceea ce caracterizează romanul Mara este folosirea unei exprimări în stilul indirect liber, mai modern, prin care naratorul redă frământările interioare ale personajelor dintr-o perspectivă subiectivă (adesea ironică, insinuantă sau perfidă), manifestându-se ca un martor moralist al acțiunii și nu ca un cronicar detașat. În toate scrierile lui Slavici se aude vocea unui narator misterios, complice al anumitor personaje, care îi plânge pe cei nefericiți și îi condamnă pe cei răi, preluând pe măsura evoluției acțiunii rolul corului din tragediile antice. Această intervenție directă a autorului în povestire prin folosirea unui ton părtinitor a fost considerată un cusur artistic de unii critici precum Șerban Cioculescu, care a condamnat și prezența reflecțiilor filozofice în stil popular.
Principalele mijloace artistice folosite în roman sunt portretul literar și dialogul. Slavici creează portrete caracterologice ample, fiind preocupat să scoată în evidență trăsăturile morale ale personajelor care sunt puse în legătură cu trăsăturile fizice prin intermediul comparațiilor și comentariilor. Cele mai reușite sunt portretele personajelor energice, de aceea figura pregnantă a romanului este Mara și nu fiica ei, Persida. Prin manevrarea cu talent a procedeelor dramatice sunt create înfruntări spectaculoase cu dialoguri abile, cu gesturi și tăceri expresive și fără replici de prisos. Astfel, prezentarea interacțiunilor umane și a frământărilor sufletești întregesc portretele personajelor.
Fără a fi un autor descriptiv, Slavici realizează aici numeroase descrieri cu scopul conturării specificului local al spațiului în care se desfășoară acțiunea. Unele descrieri creează imagini picturale întregite prin senzații auditive și comentarii lirice discrete precum este cazul descrierii podgoriilor Aradului sau al descrierii târgului de toamnă de la Arad.

## Aprecieri critice

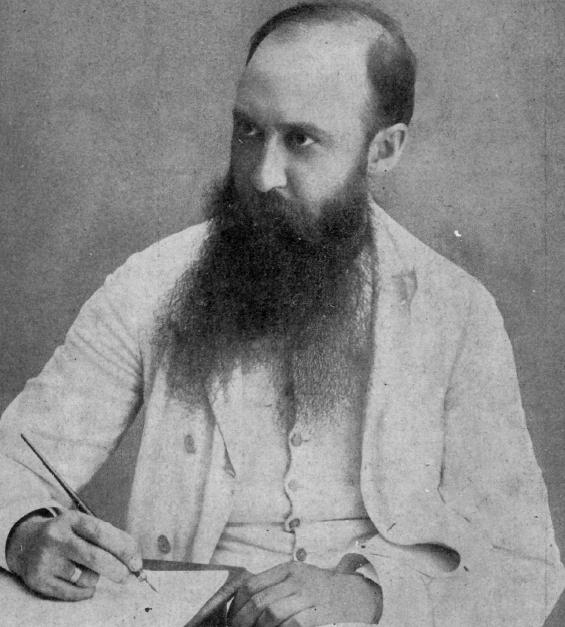
Istoricul Nicolae Iorga a elogiat romanul într-o cronică din 1906.

Criticii literari actuali consideră că proza de observație socială creată de Ioan Slavici în cea de-a doua jumătate a secolului al XIX-lea a conectat proza românească la proza europeană contemporană, având deci o importanță capitală pentru literatura română. Autorul s-a remarcat în special ca nuvelist, dar a scris, de asemenea, și câteva romane. Mara este, potrivit criticilor, singurul roman reușit al lui Slavici. Romanele Din bătrâni (1902) și Din bătrâni. Manea (1905) – ce evocă formarea poporului român în epoca migrației popoarelor (secolele VI–IX) –, precum și romanele Corbei (1906–1907), Din două lumi (1908–1909), Cel din urmă Armaș (1923) și Din păcat în păcat (1924–1925) – ce zugrăvesc tablouri de epocă de la mijlocul secolului al XIX-lea, în perioada formării României moderne – sunt creații literare inferioare din cauza lipsei de unitate epică, a tipicității și a realizării artistice insuficiente.

### Importanța romanului

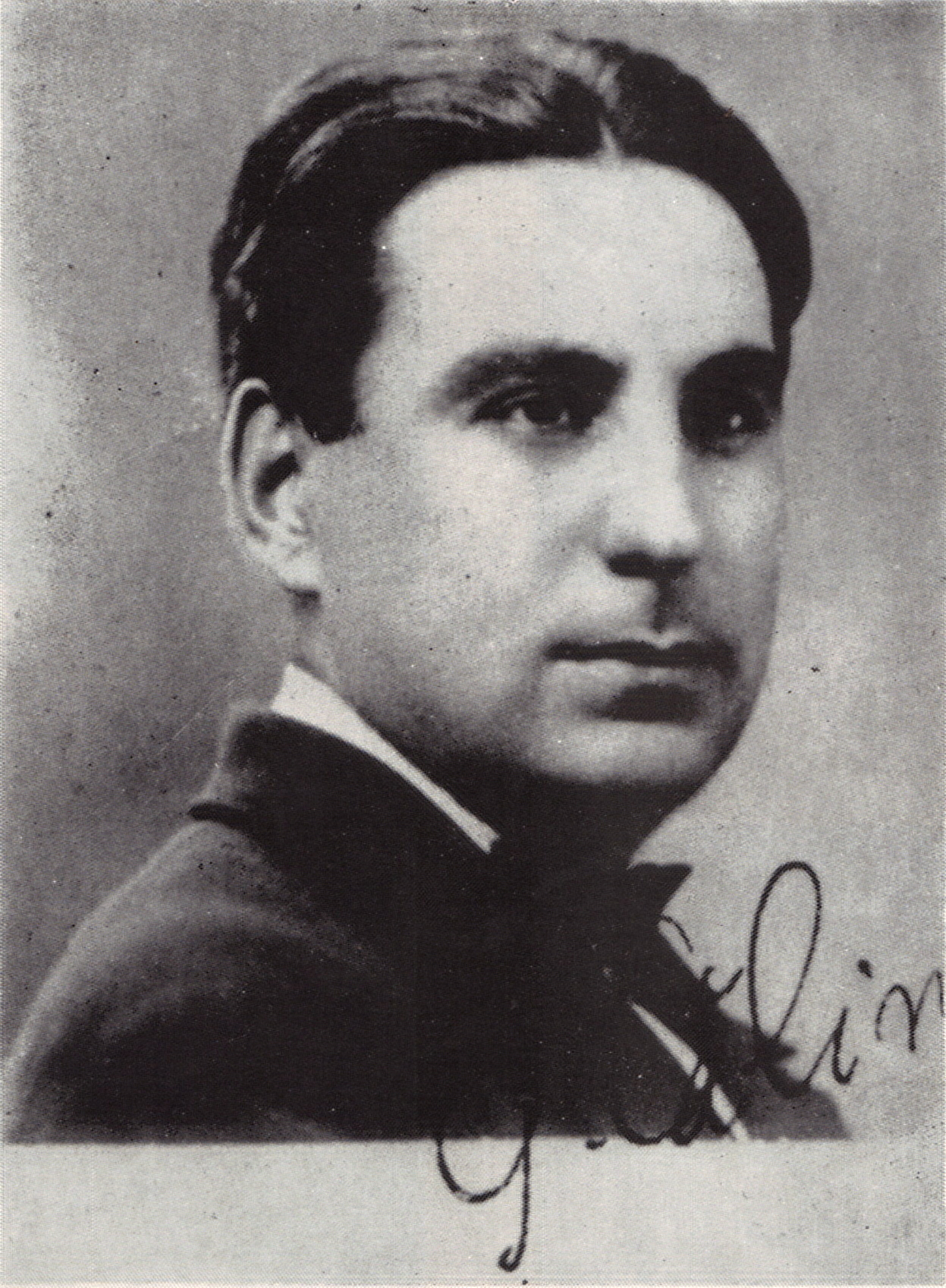
Criticul George Călinescu a scris că Mara este „aproape o capodoperă”.

Privită retrospectiv, apariția romanului reprezintă un eveniment literar, deoarece Mara ar fi „un pas mare în istoria genului, [...] aproape o capodoperă”, potrivit lui George Călinescu, „primul roman obiectiv al Ardealului”, după Tudor Vianu, „cel mai izbutit roman românesc până la 1895, [...] o operă capitală”, potrivit lui Șerban Cioculescu, sau „întâia capodoperă a genului” din literatura română, în opinia lui Nicolae Manolescu. În opinia majorității criticilor literari, romanul Mara este o treaptă intermediară în evoluția romanului românesc între Ciocoii vechi și noi (1862) de Nicolae Filimon și Ion (1920) de Liviu Rebreanu, reprezentând astfel o operă de referință a literaturii române prin anticiparea romanului românesc modern.
Mara este o operă literară masivă cu o compoziție clasică echilibrată și sobră, un „bloc monolit” (după cum îl considera Ovidiu Papadima). Romanul își trage seva din mediul ardelean pe care Slavici a avut prilejul să-l cunoască foarte bine în perioada adolescenței sale cu peregrinări dese în orașul Arad. Criticii, printre care și istoricul Nicolae Iorga, au lăudat descrierea vieții sociale din târgul de pe malul Mureșului, cu rânduiala gospodărească, breslele și evenimentele tipice de la mijlocul secolului al XIX-lea (bâlciuri, culesul viilor, procesiunile religioase, examinarea meseriașilor sau recrutarea flăcăilor la oaste), precum și unele portrete ale târgoveților. Slavici zugrăvește cu dramatism sufletul țărănesc de peste munți, anticipând cu mulți ani creațiile literare ale lui Ion Agârbiceanu sau Liviu Rebreanu.
Criticul C. Stănescu constata că majoritatea analizelor critice s-au concentrat asupra personajului Mara, care este construit atât de solid încât toți criticii au simțit un sentiment de siguranță profesională atunci când au vorbit despre el. Din acest motiv, nicio analiză critică, oricât de dură, nu a putut să știrbească prestigiul personajului. Unii critici (Nicolae Iorga, Pompiliu Marcea, Magdalena Popescu) au considerat însă că, prin frecvența aparițiilor și prin intensitatea preocupărilor, cei doi copii ai Marei ar fi personajele centrale ale romanului, iar Nicolae Iorga a afirmat că romanul ar trebui să se numească Copiii Marei. Contestând acest punct de vedere, profesorul Nicolae Manolescu a susținut că acest roman este în primul rând romanul Marei, întrucât cei doi copii (mai ales Persida) nu sunt decât variante juvenile ale Marei și urmează, odată cu vârsta, să-i imite modul de gândire și de acțiune.
Calitățile care înscriu Mara printre cele mai mari realizări ale literaturii române sunt, potrivit istoricului literar Dimitrie Vatamaniuc, următoarele: panorama socială a unui târg transilvănean în perioada pătrunderii capitalismului, personajele reprezentative, conflictul puternic și stăpânirea desăvârșită a mijloacelor artistice.

### Obiecții critice

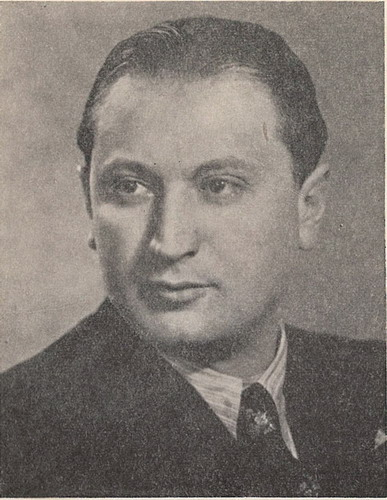
Criticul Pompiliu Constantinescu evidenția didacticismul etic al romanului.

Principala critică adusă romanului este didacticismul etic pronunțat, aspect pe care criticul Pompiliu Constantinescu îl considera „tara iremediabilă a romanului”. Astfel, desfășurarea narațiunii este menită să ilustreze o idee morală stabilită aprioric: datoria oamenilor de a respecta conveniențele sociale, iar comportamentul personajelor urmează riguros această intenție a autorului. Slavici oscilează aici între povestitorul poporanist care descrie veridic mediul ardelenesc și analistul stângaci al psihologiei personajelor, iar interpunerea sa permanentă în evoluția naturală a acțiunii face ca romanul să-și piardă caracterul obiectiv. Rezultatul literar este, în opinia lui Pompiliu Constantinescu, un amestec melodramatic contradictoriu, „strâns în cătușa etică”. Șerban Cioculescu atenuează această critică, afirmând că Mara „deși dominat de o problemă etică, este cea mai vie operă epică până la această dată”.
Secvența naturalistă (o reminiscență zolistă existentă și în scrierile lui Caragiale și Delavrancea) a uciderii bătrânului Hubăr de către Bandi a fost criticată de unii critici ca nepotrivită și forțată deoarece ar strica armonia ansamblului epic pentru a impune o idee etică, iar Nicolae Iorga chiar a susținut într-o recenzie ocazionată de apariția primei ediții în volum că ea ar trebui înlăturată. Profesorul universitar timișorean Eugen Todoran susține însă că pedepsirea lui Hubăr era necesară pentru a dispărea ultima piedică ce stătea în calea fericirii celor doi tineri și pentru a întări lecția morală pe care dorea să o ofere Slavici; bătrânul măcelar este ucis de fiul său tăinuit, devenind astfel victima propriei prejudecăți. În opinia unor critici (precum Pompiliu Constantinescu și Octav Botez) cele două personaje (Hubăr și Bandi) sunt figuri artificiale menite a ilustra doar o idee etică.
În ceea ce privește valențele psihologice ale Marei, opiniile criticilor sunt divergente: în timp ce Pompiliu Constantinescu scrie că romanul simulează stângaci și plat analiza psihologică, Ovid Densusianu afirmă că autorul dovedește „o adâncă pătrundere psihologică a personagiilor, a situațiilor”, iar Șerban Cioculescu consideră Mara un roman psihologic puternic ce înfățișează clar conflictul dintre pasiune și voință.

## Influențe literare
Reprezentând un reper important în istoria literaturii române, Mara a devenit în timp un model literar care i-a influențat pe mulți scriitori români, în special pe cei originari din spațiul geografic ardelean. Potrivit criticului Cornel Ungureanu, mai multe opere literare au fost inspirate într-o mai mare sau mai mică măsură de romanul lui Slavici, printre care nuvela „Mărirea și decăderea Păunei Varlam” (1961) a lui Petru Vintilă – al cărei personaj principal, văduva Păuna Varlam, a fost comparat de unii critici cu Mara –, romanul Patima (1973) al lui Mircea Micu, romanul Femeia în roșu (1990) de Mircea Nedelciu, Adriana Babeți și Mircea Mihăieș, unele cărți scrise de Anișoara Odeanu, Titus Popovici, Sorin Titel, Alexandru Ivasiuc, Mihai Sin, Gheorghe Schwartz, Viorel Marineasa, Daniel Vighi sau Radu Pavel Gheo.

## Traduceri
Romanul Mara a fost tradus în mai multe limbi străine:
- maghiară (Anyja lánya, Állami Irodalmi és Művészeti Kiadó, București, 1956; traducere și postfață de Sándor Kacsó;[324] reeditată în 1967 de Irodalmi Könyvkiadó din București[325] și în 1981 în 3 vol. de Editura Dacia din Cluj-Napoca în colaborare cu Európa Könyvkiadó din Budapesta, cu prefață și addenda de Constantin Cubleșan),[326]
- germană (Mara, Aufbau-Verlag, Berlin, 1960; traducere de Ingeborg Seidel, prefațată de Klaus Täubert;[327][328] reeditată în 1985 de Editura Kriterion din București),[329]
- sârbă (Mara, Izdavacikó preduzece za kniževnost, București, 1963; traducere de Mulan Pavlița),[328]
- cehă (Mara, Odeon, Praga, 1973; traducere și postfață de J. Š. Kvapil),[326][330]
- armeană (Mara, Sovetakan Grogh, Erevan, 1983; traducere de Vahan V. Vardanian),[326]
- engleză (Mara, Romanian Cultural Foundation Pub. House, București, 2003; traducere și comentarii de Ileana Alexandra Orlich)[329] și
- bulgară (Mara, în vol. Otvăd mosta, Avangard print, Ruse, 2015; traducere de Ognean Stamboliev).[331]

Un scurt fragment a fost tradus în limba franceză de Danièle Thuriès și publicat în 1990 sub titlul „Mara; Mes pauvres petits enfants” în antologia Éloge du village roumain et autres textes : Anthologie de prose et de poésie (Éditions de l'Aube, La Tour–d'Aigues, 1990, pp. 104–106).

## Adaptări

### Ecranizare

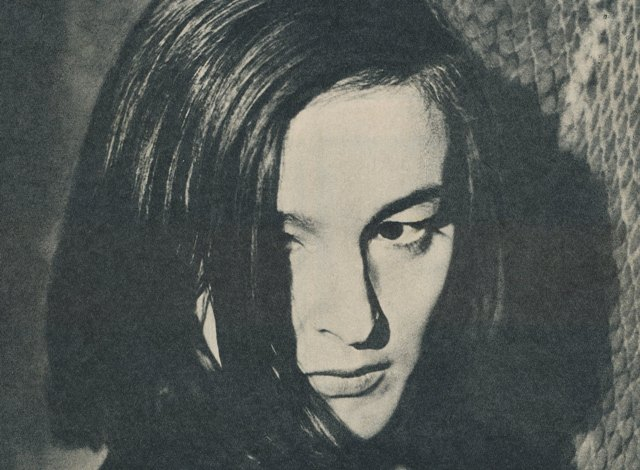
Actrița Leopoldina Bălănuță, interpreta personajului Mara din filmul Dincolo de pod (1976).

Ideea ecranizării romanului Mara i-a aparținut prozatorului Alexandru Ivasiuc, directorul Casei de filme 1 (1972–1974), care i-a propus regizorului Mircea Veroiu să scrie scenariul. Intrarea în producție a filmului a fost amânată însă câțiva ani, fiind aprobată de următorul director, Ion Bucheru. Cineastul Veroiu a încercat să redea spiritul prozei, fiind interesat mai ales de contextul social al acțiunii și introducând prin personajul Burdea (împrumutat din cartea lui Slavici) ideea de revoluție, de luptă pentru înnoire existentă în fiecare societate, mai ales în perioada formării statelor naționale.
Romanul a fost ecranizat de către regizorul Mircea Veroiu, după un scenariu propriu, în filmul Dincolo de pod cu o durată de 97 de minute. Rolurile principale au fost interpretate de Leopoldina Bălănuță (Mara), Maria Ploae (Sida), Mircea Albulescu (măcelarul Hüber), Andrei Finți (Hans, fiul lui Hüber), Irina Petrescu (maica Aegidia), Ion Caramitru (preotul Codreanu), Florina Cercel (Marta, soția starostelui), Ovidiu Iuliu Moldovan (revoluționarul român Iuliu Burdea), Petre Gheorghiu (starostele Bocioacă), Florin Zamfirescu (Trică), Monica Ghiuță (podărița) și Jean Reder (Liubicek). Premiera oficială a filmului a avut loc în februarie 1976.
Filmul Dincolo de pod a obținut în 1976 patru premii ACIN: premiul pentru regie (Mircea Veroiu – pentru Dincolo de pod –, ex aequo cu Dan Pița, pentru filmul Tănase Scatiu), premiul pentru imagine (Călin Ghibu – pentru Dincolo de pod –, ex aequo cu Nicolae Mărgineanu, pentru filmul Tănase Scatiu), premiul pentru scenografie (Nicolae Drăgan – pentru decorurile de la Dincolo de pod –, ex aequo cu Lidia Luludis, pentru costumele de la filmul Tănase Scatiu) și premiul pentru coloană sonoră (Andrei Coler), plus o diplomă de onoare pentru actrița Irina Petrescu pentru rolul secundar din filmul Dincolo de pod.
Criticii de film au evidențiat talentul cineastului de a reda esența unei opere literare clasice, transformând forța fizică, exterioară, a personajului Mara într-o forță psihică datorată cunoașterii vieții și a convențiilor sociale ale vremii sale și atenuarea trăsăturilor apăsate, groase, existente în roman. Întâmplările trăite de personaje sunt privite cu detașare și luciditate, fiind pus accentul pe romantismul și tragismul poveștii de iubire. Într-o cronică din revista Cinema (nr. 2/1976), jurnalista Eva Sârbu considera filmul Dincolo de pod „un regal de frumusețe plastică, o minunată galerie de tablouri vivante, o superbă victorie a imaginii”.

### Teatru radiofonic
Romanul a fost dramatizat de Nicolae David pentru Teatrul Național Radiofonic, fiind realizat în 1975 un spectacol de teatru radiofonic cu o durată de 79 de minute în regia artistică a lui Cristian Munteanu. Spectacolul a avut următoarea distribuție: Marga Anghelescu (Mara), Victoria Mierlescu (maica Aegidia), Ștefan Mihăilescu-Brăila (Gheorghe, vărul Marei), Magda Popovici (Persida), Florian Pittiș (Trică), Ica Matache (Hubăroaia), Corado Negreanu (Hubăr), Emil Hossu (Noni, fiul lui Hubăr), Sorin Gheorghiu (Codreanu), Eugen Petrescu (Claici), Jean Reder (preotul), Nicolae Luchian-Botez (pater Pleban), Geo Costiniu (Bandi), Dana Toma (Persida copil), Tache Silviu (Trică copil), Gabriela Ospețeanu, Crina Cojocaru, Vasile Lupu, Paul Nadolschi, Nicolae Crișu, Gheorghe Pufulete ș.a. Echipa tehnică a fost alcătuită din Ion Prodan (regia de studio), Nicolae Neagoe (regia muzicală) și ing. Tatiana Andreicic (regia tehnică).

## Notă explicativă
1. ↑  În perioada 1849–1860, ca o consecință directă a Revoluției Maghiare din 1848–1849, râul Mureș a reprezentat frontiera între Regatul Ungariei și Voivodina Sârbească și Banatul Timișan, entități administrative separate ale Imperiului Austriac. Radna (la fel ca și orașul Arad) se afla pe teritoriul Regatului Ungariei, în timp ce Lipova era pe teritoriul Voivodinei sârbești și Banatului timișan. În urma înfrângerilor suferite de austrieci în Războiul Franco-Italo-Austriac (1859), împăratul Franz Joseph I a hotărât desființarea acestei frontiere în 1860 și încorporarea majorității teritoriului Voivodinei sârbești și Banatului timișan (Banatul și Bačka, mai puțin Syrmia) în Regatul Ungariei, pregătind astfel calea către adoptarea Compromisului austro-ungar (1867). Vezi: Ion I. Nistor, Istoria românilor, vol. 2, Editura Biblioteca Bucureștilor, 2002, p. 95; Ela Cosma, „Ferdinand Mayerhofer von Grünbühl, consulul austriac la Belgrad și Revoluția pașoptistă din Serbia”, în Academia Română, Filiala Cluj-Napoca, Anuarul Institutului de Istorie „George Barițiu” din Cluj-Napoca. Series historica, tomul XLVII (47), Editura Academiei Române, București, 2008, p. 65.

## Vezi și
- Dincolo de pod (1976) – film regizat de Mircea Veroiu ce a ecranizat romanul lui Ioan Slavici